# Esercito imperiale giapponese
L'Esercito imperiale giapponese (kyūjitai: 大日本帝國陸軍?, shinjitai: 大日本帝国陸軍?, rōmaji: ?, Dai-Nippon Teikoku Rikugun, lett. "Esercito dell'Impero del Grande Giappone") ha costituito la componente di terra delle forze armate dell'Impero giapponese dal 1867 fino al 1945, anno della sconfitta nella seconda guerra mondiale. Incorporò anche una propria componente aerea, in quanto non esisteva un'aviazione come forza armata indipendente.
L'Esercito imperiale era controllato dall'Ufficio generale dello Stato Maggiore dell'Esercito imperiale ed era dipendente dal Ministero della Guerra, entrambi subordinati all'Imperatore, comandante supremo dell'Esercito e della Marina imperiale. All'apice della sua forza, l'Esercito imperiale non era solamente una forza militare, spesso dominante sul campo di battaglia, ma anche una delle forze politiche più potenti e influenti in Giappone. Nel secondo dopoguerra divenne noto soprattutto per i suoi crimini di guerra, commessi durante la seconda guerra sino-giapponese e la guerra del Pacifico, come lo stupro di Nanchino e la marcia della morte di Bataan.

## Storia

### Le origini (1868-1871)
A metà del XIX secolo, il Giappone non aveva un esercito nazionale unificato e il paese era costituito da domini feudali (han) sotto il governo dello Shogunato Tokugawa sin dal 1603. L'esercito dello Shogun, sebbene fosse numeroso e potente, era solo uno dei tanti presenti sul territorio, agli ordini dei vari nobili, e il controllo della nazione dipendeva dalla cooperazione tra le forze dello Shogun e quelle dei suoi vassalli. L'apertura del paese dopo due secoli di politica isolazionista portò alla restaurazione Meiji e alla guerra Boshin nel 1868, un conflitto interno al Giappone dove, infine, i domini di Satsuma e Chōshū arrivarono a dominare la coalizione che si opponeva allo Shogun.

#### La guerra Boshin

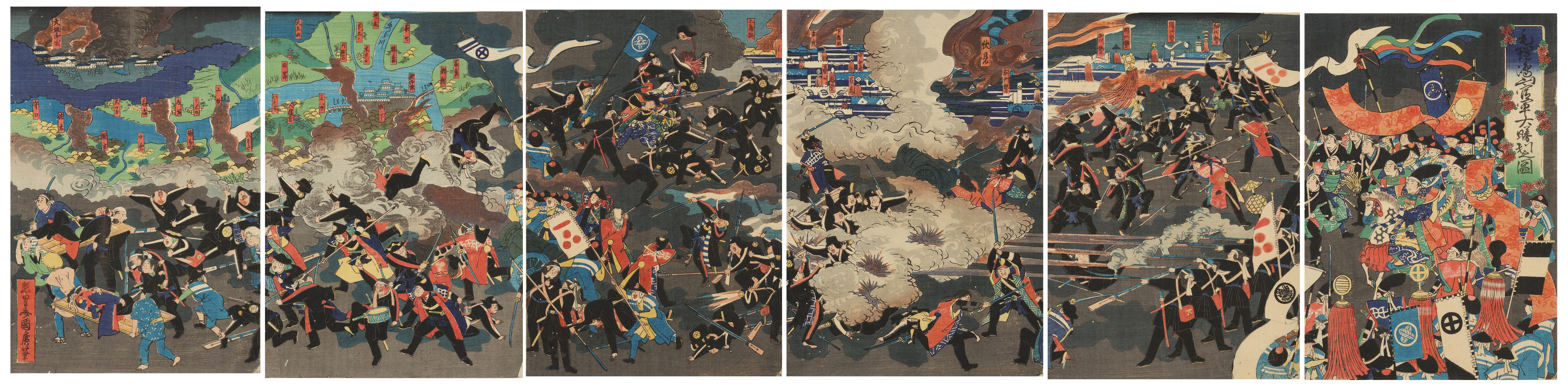
Ukiyo-E, raffigurante la ritirata delle forze dello shogunato di fronte all'esercito imperiale (Kangun). Il castello di Yodo è mostrato sullo sfondo.

Il 27 gennaio 1868, quando lo Shogun Tokugawa Yoshinobu marciò sulla città imperiale di Kyoto, accompagnato da una forza di 15.000 uomini (alcuni dei quali addestrati da consiglieri militari francesi) le tensioni tra i domini favorevoli allo shogunato e quelli all'imperatore giunsero al culmine. A loro si opposero 5.000 soldati dei domini di Satsuma, Chōshū e Tosa. Ai due incroci stradali di Toba e Fushimi, a sud di Kyoto, le due forze si scontrarono e il secondo giorno, uno stendardo imperiale venne consegnato alle truppe in difesa, con un membro della famiglia imperiale, il principe Ninnaji, che venne nominato comandante in capo, rendendo di fatto le forze filoimperiali ufficialmente un esercito imperiale. (官軍?, kangun). Le forze di Tokugawa alla fine si ritirarono a Osaka, da dove poi venne loro ordinato di ritirarsi a Edo, l'odierna Tokyo. La battaglia di Toba-Fushimi segnò l'inizio della guerra civile tra le forze imperiali e quelle dello shogunato. Con la corte di Kyoto fermamente a favore della coalizione Satsuma-Chōshū-Tosa, altri domini solidali con la causa – Tottori (Inaba), Aki (Hiroshima) e Hizen (Saga) – emersero per assumere un ruolo più attivo nelle operazioni militari. Anche i domini occidentali che avevano sostenuto lo shogunato, o erano rimasti neutrali, annunciarono rapidamente il loro sostegno allo schieramento imperiale.
Il nascente stato Meiji aveva bisogno di un nuovo comando militare per le sue operazioni contro lo shogunato. Nel 1868, essendo l'"Esercito Imperiale" solo un amalgama sciolta di truppe dei domini, il governo creò quattro divisioni militari: Tōkaidō, Tōsandō, San'indō, e Hokurikudō, ognuna delle quali prendeva il nome da una strada statale principale. A sovrintendere a queste quattro armate, nacque l'Alto Comando della Spedizione Orientale (Tōsei daisō tokufu), il cui capo nominale era il principe Arisugawa Taruhito, con due nobili di corte come alti ufficiali di stato maggiore. In questo modo, si andavano a legare le forze dei domini con la corte imperiale, che era l'unica istituzione unitaria in uno stato-nazione ancora informe. L'esercito sottolineò continuamente il suo legame con l'imperatore: in primo luogo, per legittimare la sua causa; in secondo luogo, per bollare i nemici del governo imperiale come nemici della corte e traditori e, infine, per ottenere il sostegno popolare. Per fornire cibo, armi e altri rifornimenti per la campagna, il governo imperiale stabilì stazioni di collegamento logistico lungo tre strade principali. Questi piccoli depositi contenevano materiale e viveri forniti dai domini filogovernativi locali o confiscati allo Shogun e ad altri che si opponevano al governo imperiale. Gli abitanti dei villaggi locali erano abitualmente costretti a lavorare come facchini per spostare e consegnare rifornimenti tra i depositi e le unità in prima linea.

#### Gli sforzi per formare un esercito centralizzato
Inizialmente, il nuovo esercito combatteva secondo accordi improvvisati, con linee di comando poco chiare e nessuna base di reclutamento affidabile. Sebbene combattessero per la causa imperiale, molte delle unità erano più fedeli ai loro domini che all'imperatore. Nel marzo 1869, il governo imperiale creò vari uffici amministrativi, un'armata intera e, nel mese successivo, organizzò una guardia del corpo imperiale di 400-500 uomini, che consisteva in truppe Satsuma e Chōshū rafforzate dai veterani della battaglia di Toba-Fushimi, così come da proprietari terrieri e samurai senza padrone di vari domini. La corte imperiale ordinò ai domini di limitare le dimensioni dei loro eserciti locali e di contribuire al finanziamento di una scuola nazionale di addestramento per ufficiali a Kyoto. Tuttavia, nel giro di pochi mesi, il governo sciolse sia l'armata che la guardia imperiale: la prima era inefficiente, mentre la seconda mancava di armi e attrezzature moderne. Per sostituirle, venne creata la direzione degli affari militari, composta da due uffici, uno per l'Esercito e uno per la Marina. La direzione organizzò un esercito di leva (chōheigun) a partire dalle truppe di ciascun dominio, le quali erano in numero proporzionale alla quantità di riso (koku) prodotta ogni anno da ciascuno di essi e comprendente sia samurai che gente comune. Mentre la guerra continuava, la direzione degli affari militari prevedeva di reclutare truppe dai domini più ricchi e, in giugno, venne fissata l'organizzazione dell'esercito. Tuttavia, questa politica mise il governo imperiale in diretta concorrenza con i domini per il reclutamento militare fino all'aprile 1868, quando il governo vietò loro di arruolare truppe. Di conseguenza, il sistema delle quote non funzionò mai come previsto e venne abolito l'anno successivo.
Le forze imperiali incontrarono numerose difficoltà durante il conflitto, specialmente durante la campagna nel Giappone orientale. Il quartier generale nella lontana Kyoto proponeva spesso piani in contrasto con le condizioni del territorio, portando a tensioni con gli ufficiali sul campo, che in molti casi ignoravano le direttive a favore di azioni unilaterali. L'esercito mancava di un forte stato maggiore centrale in grado di far rispettare gli ordini. Di conseguenza, le unità militari erano alla mercé della leadership e dei singoli comandanti. Ciò non venne aiutato dall'assenza di una dottrina operativa unificata, lasciando le unità a combattere secondo le tattiche preferite dai rispettivi comandanti. Inoltre, si generò un forte risentimento da parte di molti ufficiali di rango inferiore, poiché le posizioni di alto livello dell'esercito erano state monopolizzate dalla nobiltà insieme ai samurai di Chōshū e di Satsuma. Viceversa, la presenza di gente comune all'interno del nuovo esercito creò risentimento tra la classe dei samurai. Anche se il nascente governo Meiji ottenne il successo militare, la guerra lasciò un residuo di guerrieri scontenti e cittadini comuni emarginati, insieme a un tessuto sociale lacerato.

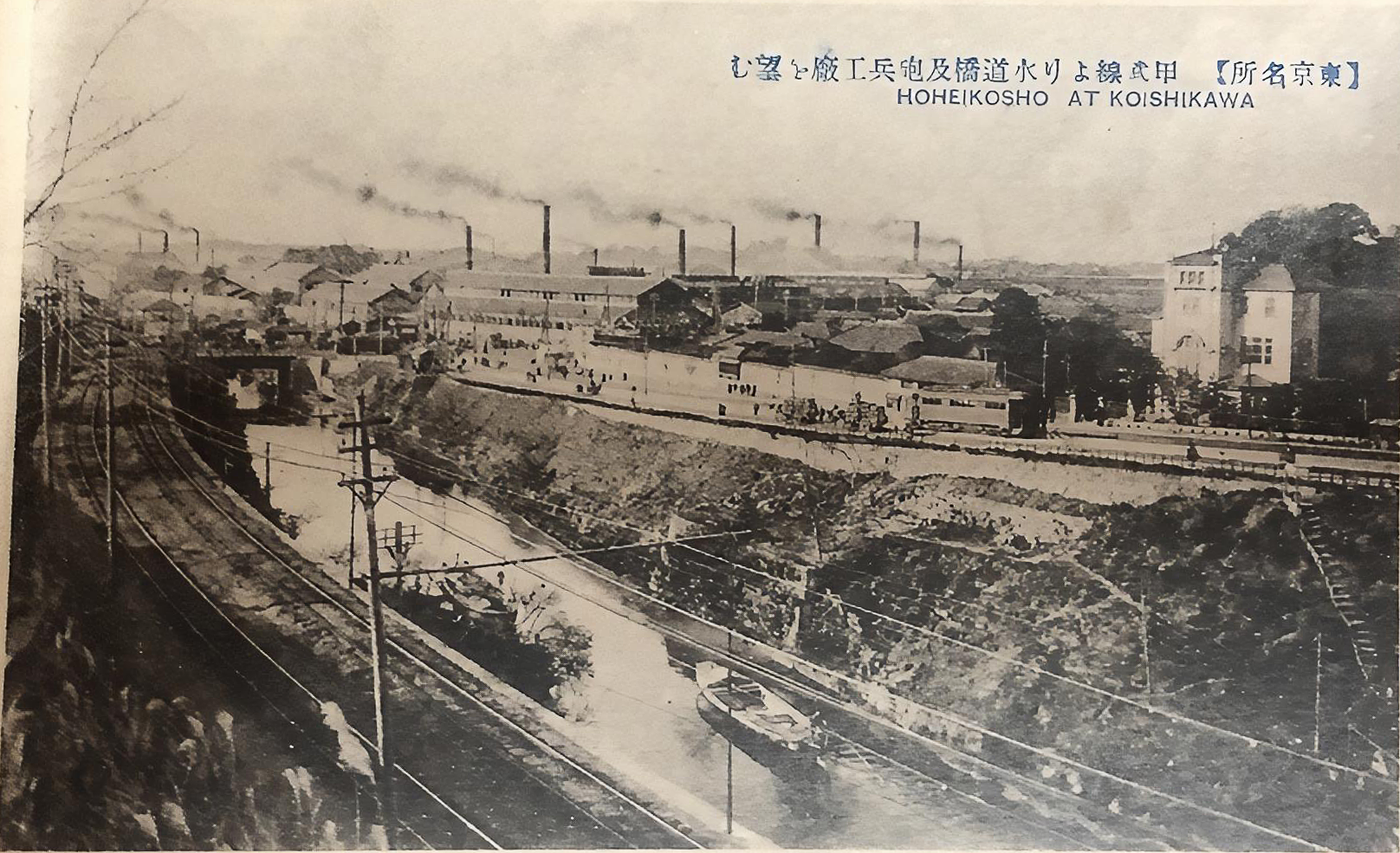
L'arsenale di Koishikawa a Tokyo, inaugurato nel 1871, subito dopo la restaurazione Meiji.

### La fondazione di un esercito nazionale (1871-1873)

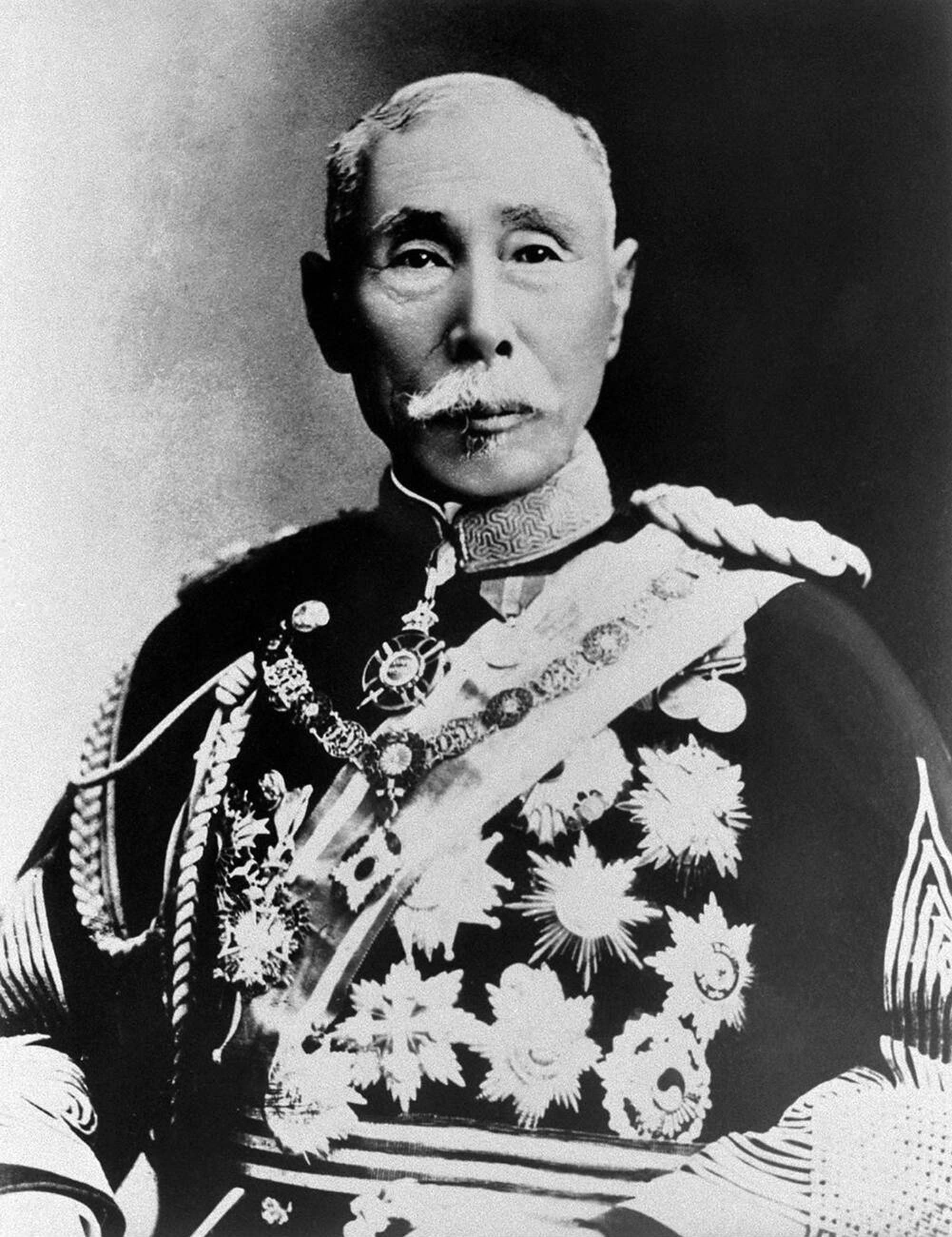
Il principe Aritomo Yamagata, feldmaresciallo dell'esercito imperiale giapponese e due volte primo ministro del Giappone. Fu uno dei principali architetti delle basi militari del primo Giappone moderno. Yamagata Aritomo può essere visto come il padre del militarismo giapponese.

Dopo la sconfitta dello shogunato Tokugawa e le operazioni nel nord-est dell'isola di Honshu e nell'isola di Hokkaido non esisteva un vero esercito nazionale. Molti nella coalizione per la restaurazione dell'imperatore avevano riconosciuto la necessità di una forte autorità centralizzata e sebbene la loro parte fosse vittoriosa, il primo governo Meiji era debole e i suoi membri dovevano mantenere lo status dei loro domini, le cui forze militari erano essenziali per il raggiungimento degli obiettivi di governo. I leader della restaurazione erano divisi sulla futura organizzazione dell'esercito. Ōmura Masujirō voleva un forte governo centrale, a spese dei domini, la creazione di un esercito nazionale permanente di stampo europeo sotto il controllo del governo Meiji, l'introduzione della coscrizione per la gente comune e l'abolizione della classe dei samurai. Ōkubo Toshimichi preferiva invece una piccola forza di volontari composta da ex samurai. Le opinioni di Ōmura per la modernizzazione dell'esercito portarono al suo assassinio nel 1869, ma le sue idee vennero ampiamente implementate dopo la sua morte da Yamagata Aritomo, quest'ultimo descritto come il padre dell'Esercito imperiale giapponese. Yamagata aveva comandato unità miste di popolani e samurai Chōshū durante la guerra Boshin ed era convinto del merito dei soldati contadini. Sebbene lui stesso facesse parte della classe dei samurai, seppur di rango inferiore, Yamagata diffidava della classe dei guerrieri, molti dei quali riteneva fossero un pericolo per lo stato Meiji.

#### La nascita della Guardia Imperiale e le riforme istituzionali

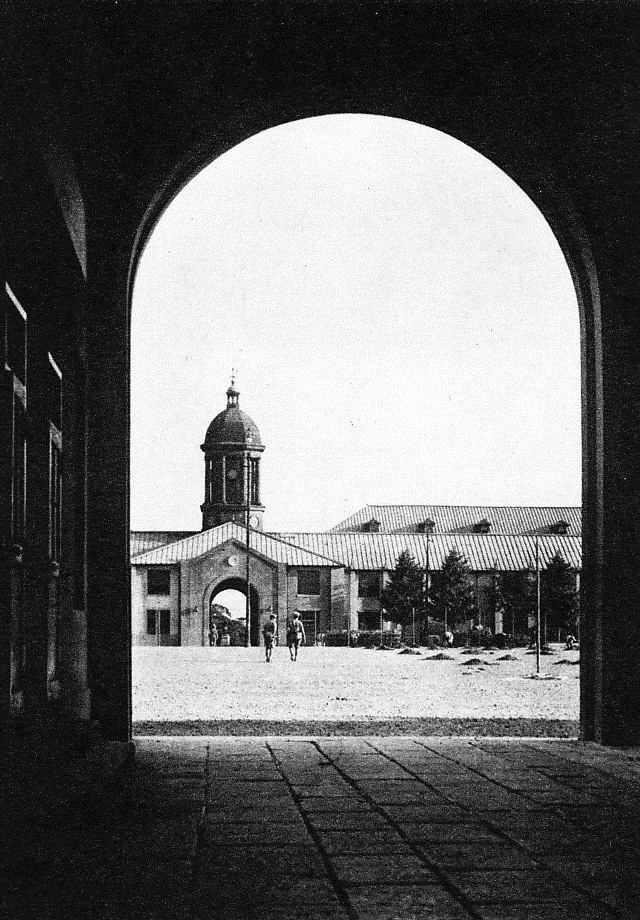
Caserma della Guardia Imperiale, intorno al 1940

Nel marzo 1871, il Ministero della Guerra annunciò la creazione di una Guardia imperiale (Goshinpei) di seimila uomini, composta da nove battaglioni di fanteria, due batterie di artiglieria e due squadroni di cavalleria. L'imperatore donò 100.000 ryō per sottoscrivere la nuova unità, che era subordinata alla corte, ed era composta da membri dei domini di Satsuma, di Chōshū e di Tosa, che avevano guidato la restaurazione. Satsuma fornì quattro battaglioni di fanteria e quattro batterie di artiglieria; Chōshū fornì tre battaglioni di fanteria; Tosa due battaglioni di fanteria, due squadroni di cavalleria e due batterie di artiglieria. Per la prima volta, il governo Meiji fu in grado di organizzare un grande corpo di soldati, che fosse fedele al governo piuttosto che ai domini, secondo uno schema di gradi, di paghe e di uniformi coerenti e di stampo occidentale. La missione principale della Guardia imperiale era proteggere il trono, reprimendo le rivolte interne dei samurai, le rivolte contadine e le manifestazioni antigovernative. L'esistenza di questa forza militare fu uno dei fattori che portarono all'abolizione del sistema han da parte del governo.
Il Ministero degli Affari Militari (Hyōbushō) venne riorganizzato nel luglio 1871; il 29 agosto, contemporaneamente al decreto di abolizione dei domini, il Gran consiglio di Stato ordinò ai signori locali di sciogliere i loro eserciti privati e di consegnare le loro armi al governo. Sebbene quest'ultimo avesse usato la minaccia straniera, in particolare l'espansione della Russia verso sud, per giustificare la creazione di un esercito nazionale, il pericolo immediatamente percepito era l'insurrezione interna. Di conseguenza, il 31 agosto, il paese venne diviso in quattro distretti militari, ciascuno con la propria guarnigione (chindai) per far fronte alle rivolte contadine o di samurai. La Guardia imperiale formava la guarnigione di Tokyo, mentre le truppe dei precedenti domini riempirono i ranghi delle guarnigioni di Osaka, Kumamoto e Sendai. Le quattro guarnigioni avevano un totale di circa 8.000 soldati – principalmente fanteria, ma anche alcune centinaia di artiglieri e genieri. Distaccamenti più piccoli di truppe sorvegliavano diversi avamposti, tra cui quello di Kagoshima, di Fushimi, di Nagoya e di Hiroshima. Alla fine di dicembre del 1871, l'esercito stabilì come priorità la modernizzazione e la difesa dell'arcipelago giapponese; vennero ideati piani a lungo termine per mantenere una forza armata con compiti di sicurezza interna, per realizzare difese costiere in aree strategiche, per addestrare e istruire ufficiali dell'esercito e della marina e per costruire arsenali e depositi per i rifornimenti. Nonostante la retorica sulla minaccia straniera, non vi fu alcuna pianificazione sostanziale in contrasto alla Russia. Nel febbraio 1872, il Ministero degli Affari Militari venne abolito e vennero istituiti il Ministero della guerra, per l'esercito, e il Ministero della marina.

### La coscrizione

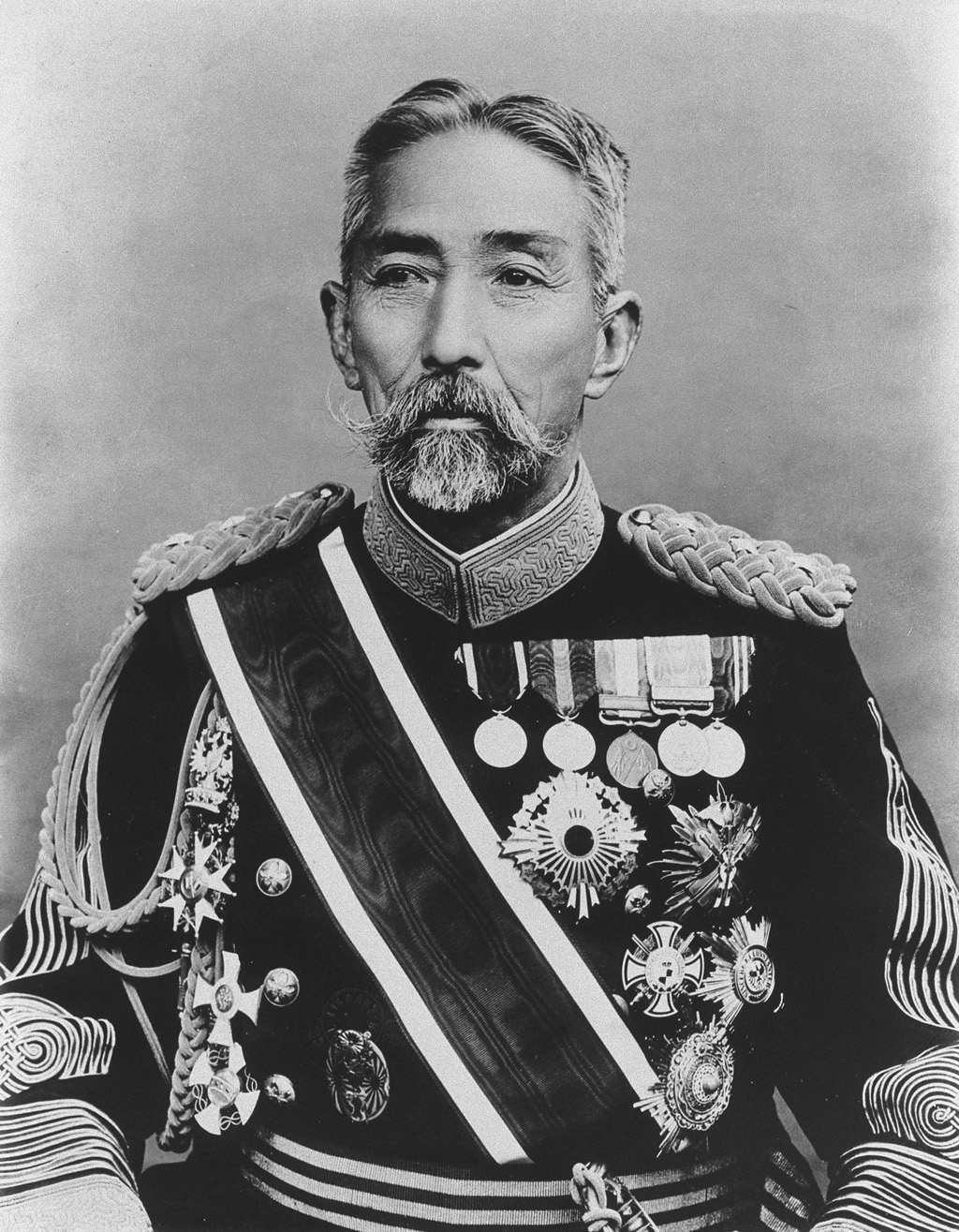
Il marchese Nozu Michitsura, un feldmaresciallo del primo esercito imperiale giapponese. Venne nominato capo di stato maggiore della Guardia imperiale nel 1874.

L'ordinanza di coscrizione emanata il 10 gennaio 1873 rese obbligatorio il servizio militare per tutti i sudditi maschi nel paese. La legge prevedeva un totale di sette anni di servizio militare: tre anni nell'esercito regolare (jōbigun), due anni nella riserva (dai'ichi kōbigun) e altri due anni nella seconda riserva (daini kōbigun). Tutti i maschi normodotati di età compresa tra 17 e 40 anni erano considerati membri della Guardia nazionale (kokumingun), che prestava servizio solo in caso di grave crisi nazionale, come un attacco o invasione del Giappone. L'esame di coscrizione decideva quale gruppo di reclute sarebbe entrato nell'esercito e coloro che non superavano l'esame erano esentati da tutti gli esami ad eccezione della guardia nazionale. Le reclute che superavano l'esame entravano nel sorteggio, dove alcune venivano selezionate per il servizio attivo. Un gruppo più piccolo sarebbe stato selezionato per il servizio sostitutivo (hojū-eki), in caso fosse successo qualcosa a uno qualsiasi dei soldati in servizio attivo; gli altri venivano dimessi. Una delle principali differenze tra la classe dei samurai e quella dei contadini era il diritto di portare armi; questo antico privilegio venne improvvisamente esteso a tutti i maschi della nazione. C'erano diverse esenzioni, tra cui i criminali, coloro che potevano mostrare difficoltà, i fisicamente inabili, i capifamiglia o eredi, gli studenti, i burocrati governativi e gli insegnanti. Un coscritto poteva anche acquistare un'esenzione per 270 yen, che era una somma enorme per l'epoca e che limitava questo privilegio ai ricchi. Secondo la nuova ordinanza del 1873, l'esercito di leva era composto principalmente da secondi e terzi figli di contadini poveri che presidiavano le guarnigioni regionali, mentre gli ex samurai controllavano la Guardia imperiale e la guarnigione di Tokyo.

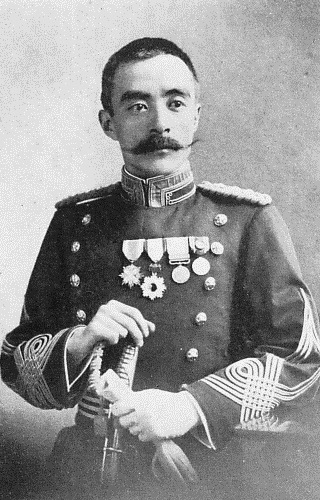
Il marchese Jutoku Saigo, un generale dell'esercito imperiale giapponese. Era il nipote di Saigō Takamori, il capo della ribellione di Satsuma del 1877. Molti dei ribelli vennero incorporati nell'esercito imperiale dopo il fallimento della rivolta armata.

Inizialmente, a causa delle ridotte dimensioni dell'esercito e delle numerose esenzioni, relativamente pochi giovani vennero effettivamente arruolati per un periodo di tre anni in servizio attivo. Nel 1873, l'esercito contava circa 17.900 uomini per una popolazione di 35 milioni di persone; raddoppiò a circa 33.000 uomini nel 1875. Il programma di coscrizione crebbe lentamente tali numeri. Tuttavia, nel 1874, cominciarono dei disordini pubblici che raggiunsero l'apice con la ribellione di Satsuma del 1877, i cui slogan erano "opporsi alla coscrizione", "opporsi alle scuole elementari" e "combattere la Corea". Il nuovo esercito impiegò un anno per reprimere la rivolta, ma le vittorie si rivelarono fondamentali per creare e stabilizzare il governo imperiale e per realizzare radicali riforme sociali, economiche e politiche che consentirono al Giappone di diventare uno stato moderno in grado di reggere il confronto con la Francia, la Germania ed altre potenze europee.

### Ulteriore sviluppo e modernizzazione (1873-1894)

#### L'assistenza straniera
Il primo Esercito imperiale giapponese venne sviluppato con l'assistenza di consiglieri dalla Francia, attraverso la seconda missione militare francese (1872-1880) e la terza missione militare francese (1884-1889). Tuttavia, dopo la sconfitta della Francia nel 1871, il governo giapponese prese come modello i vincitori, i tedeschi. Dal 1886 all'aprile 1890 furono assunti consiglieri militari tedeschi (il maggiore Jakob Meckel, sostituito nel 1888 da von Wildenbrück e dal capitano von Blankenburg) per assistere l'addestramento dello Stato maggiore giapponese. Nel 1878, venne istituito direttamente sotto l'imperatore l'Ufficio di stato maggiore dell'esercito imperiale giapponese, basato sullo stato maggiore tedesco, e che ricevette ampi poteri per la pianificazione e la definizione della strategia militare da seguire.
Altri noti consulenti militari stranieri furono il maggiore Pompeo Grillo del Regno d'Italia, che lavorò presso la fonderia di Osaka dal 1884 al 1888, seguito dal maggiore Quaratezi dal 1889 al 1890; giunse poi il capitano Schermbeck dai Paesi Bassi, che lavorò per migliorare le difese costiere dal 1883 al 1886. Il Giappone non usufruì invece di consiglieri militari stranieri nel periodo tra il 1890 e il 1918, fino alla quarta missione militare francese (1918-1919), guidata dal comandante Jacques-Paul Faure, il quale venne incaricato di collaborare allo sviluppo dei servizi aerei giapponesi.

#### La spedizione di Taiwan

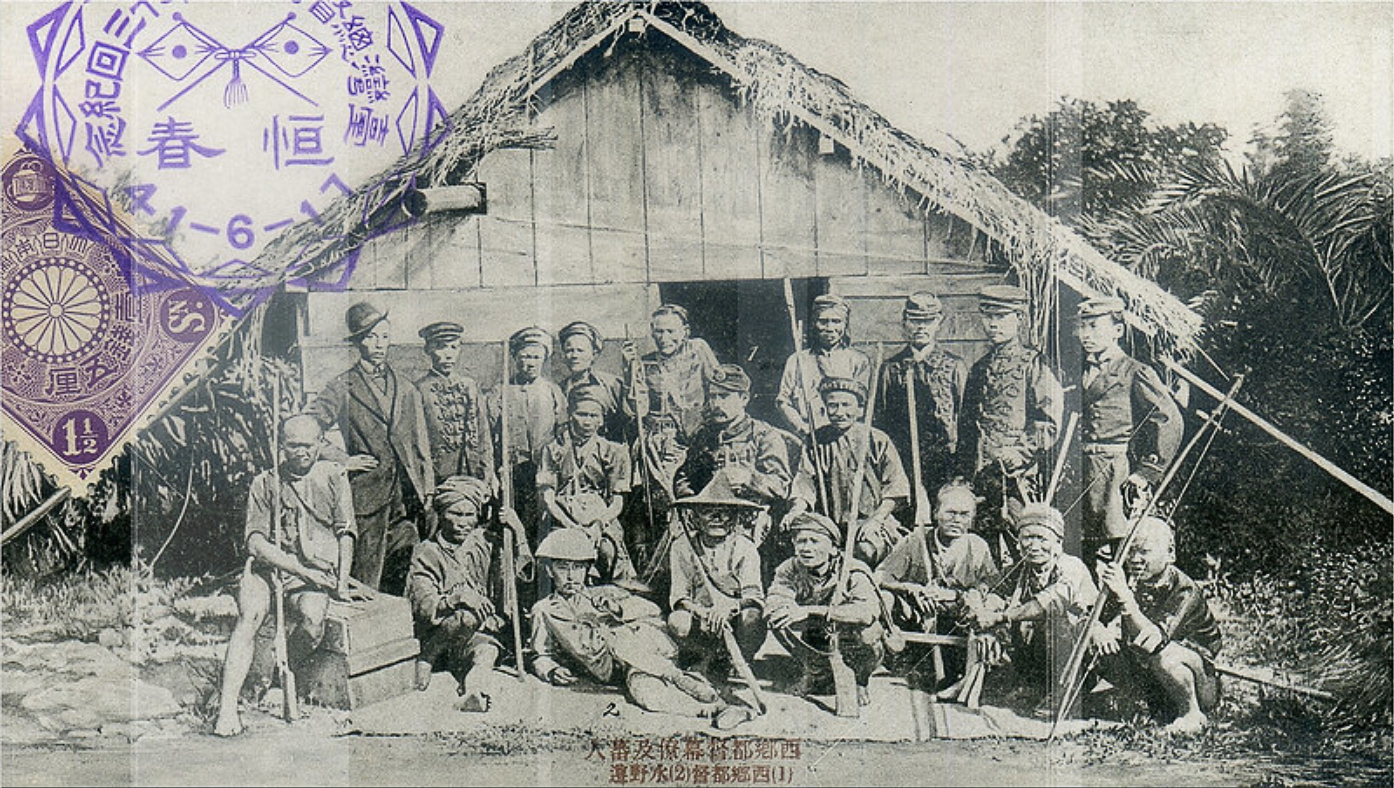
Comandante in capo Saigō Tsugumichi (seduto al centro) nella foto con i capi del tribù Seqalu.

L'invasione giapponese di Taiwan sotto il dominio della dinastia Qing nel 1874 fu una spedizione punitiva delle forze militari giapponesi in risposta all'incidente di Mudan del dicembre 1871. Il popolo Paiwan, una popolazione indigena di Taiwan, uccise 54 membri dell'equipaggio di una nave mercantile, proveniente dal Regno delle Ryūkyū, naufragata sulla punta sud-occidentale di Taiwan. 12 uomini vennero salvati dalla comunità locale di lingua cinese e vennero trasferiti a Miyakojima nelle isole Ryūkyū. L'Impero del Giappone usò queste morti come giustificazione per affermare la sua sovranità sia sul Regno delle Ryūkyū, all'epoca uno stato tributario sia del Giappone che della Cina Qing, sia sulla stessa Taiwan, territorio dei Qing. Segnò il primo dispiegamento all'estero dell'Esercito e della Marina imperiale giapponese.
Un editto imperiale a soldati e marinai del 1882 chiedeva lealtà indiscussa all'imperatore da parte delle nuove forze armate e affermava che i comandi degli ufficiali superiori erano equivalenti ai comandi dell'imperatore stesso. Da allora in poi, i militari esistevano in un rapporto intimo e privilegiato con l'istituzione imperiale.
I capi militari di alto rango avevano accesso diretto all'imperatore e l'autorità di trasmettere le sue dichiarazioni direttamente alle truppe. Il rapporto di simpatia tra coscritti e ufficiali, in particolare giovani ufficiali che provenivano principalmente dai ceti contadini, tendeva ad avvicinare i militari al popolo. Col tempo, le persone cominciarono a cercare una guida alle questioni nazionali più nei militari che nei leader politici.

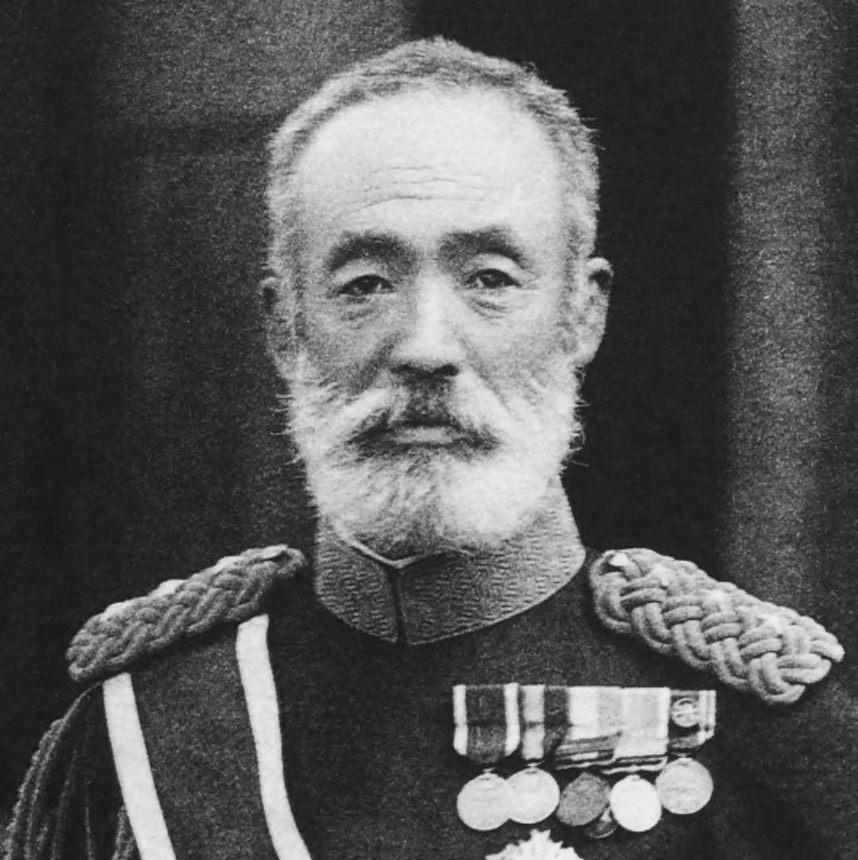
Il conte Nogi Maresuke, generale dell'esercito imperiale giapponese e terzo governatore di Taiwan

Per il 1890, l'Esercito imperiale giapponese era cresciuto fino a diventare il più moderno in Asia: ben addestrato, ben equipaggiato e con un buon morale. Tuttavia, era fondamentalmente una forza di fanteria carente di cavalleria e artiglieria rispetto ai suoi contemporanei europei. I pezzi di artiglieria, acquistati dagli Stati Uniti d'America e da una varietà di nazioni europee, presentavano due problemi: erano pochi e di diverso calibro, causando così problemi con la fornitura di munizioni.

### La prima guerra sino-giapponese

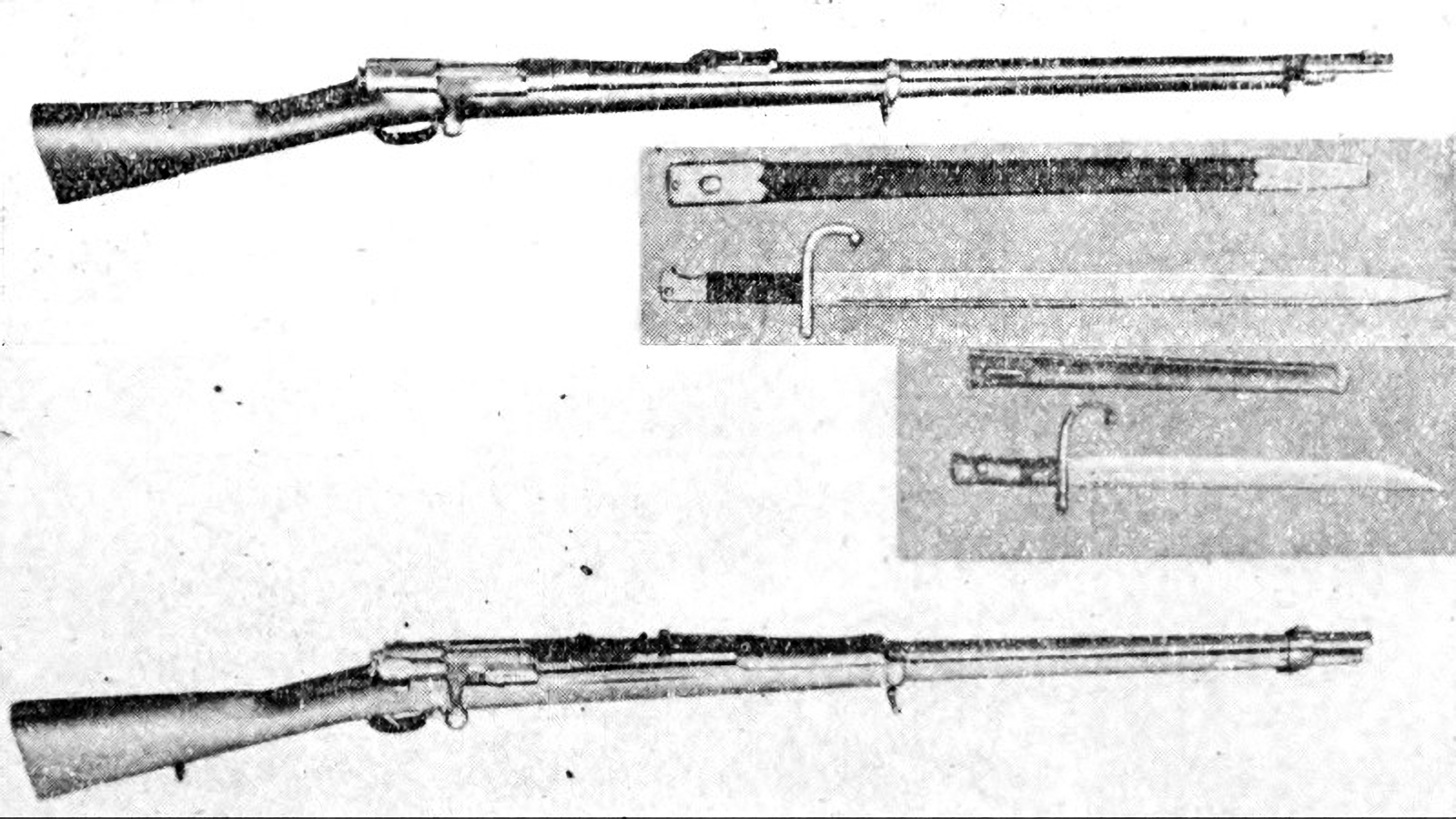
Type 13 (in alto) e Type 22 (in basso). Il fucile Murata è stato il primo fucile di servizio giapponese prodotto localmente, adottato nel 1880.

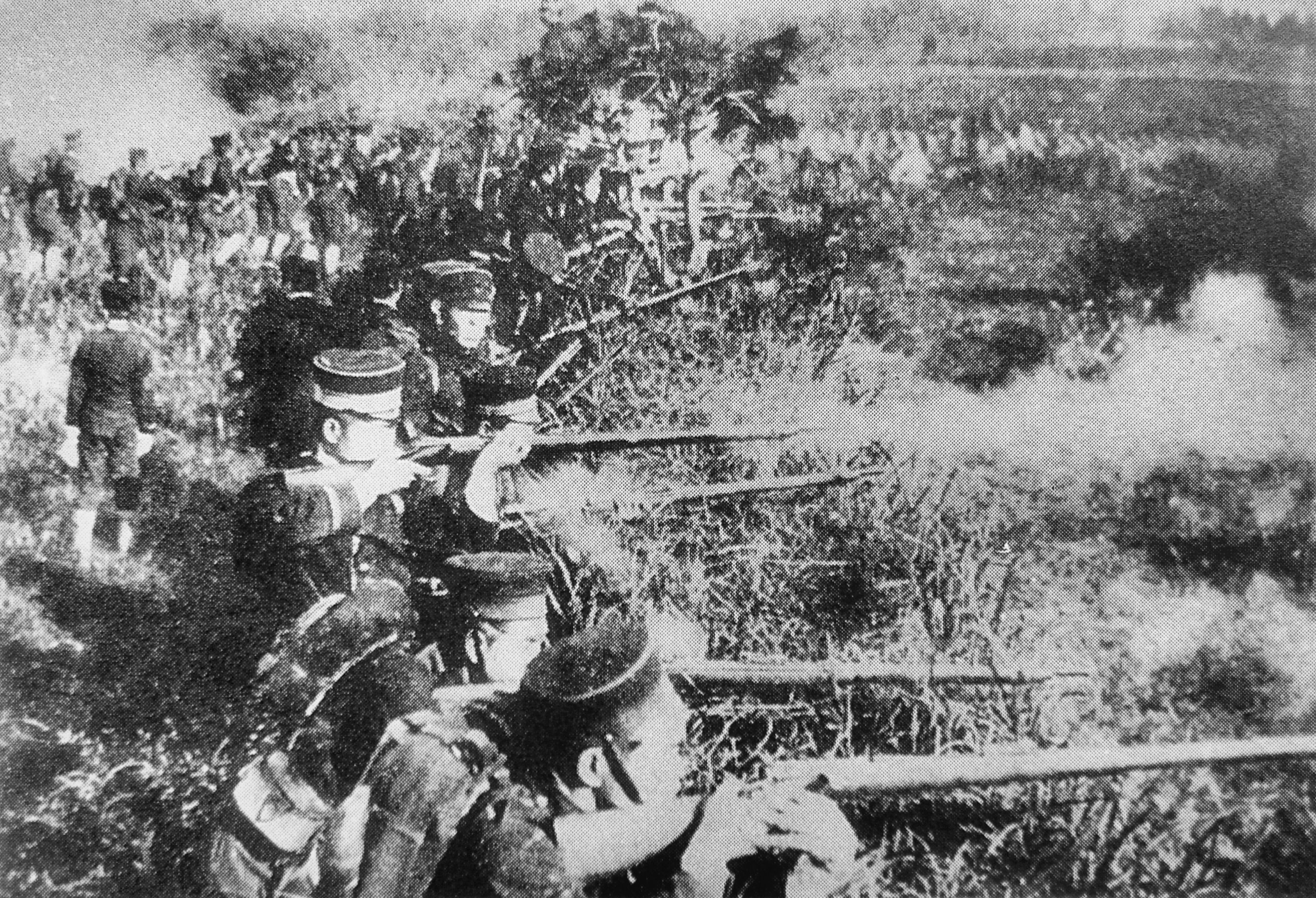
Soldati giapponesi durante la prima guerra sino-giapponese

Nei primi mesi del 1894, nella Corea meridionale scoppiò la rivoluzione contadina di Donghak, che si diffuse presto in tutto il resto del paese, minacciando la stessa capitale Seul. Proprio a causa delle tensioni nella penisola coreana, i cinesi, dall'inizio di maggio, avevano pianificato la mobilitazione delle forze nelle province di Zhili, di Shandong e in Manciuria. Queste azioni vennero pianificate più come manifestazione armata, intesa a rafforzare la posizione cinese in Corea, e non come preparazione alla guerra con il Giappone. Il 3 giugno, il governo cinese accettò le richieste del governo coreano d'inviare truppe per aiutare a sedare la ribellione, informando anche i giapponesi. Venne deciso di inviare 2.500 uomini ad Asan, a circa 70 km di Seul. Le truppe arrivarono il 9 giugno e vennero ulteriormente rinforzate da altri 400 uomini il 25 giugno.
Fin dall'inizio, gli sviluppi in Corea erano stati attentamente osservati da Tokyo, dove il governo giapponese si era presto convinto che la rivoluzione contadina avrebbe portato all'intervento cinese in Corea. Di conseguenza, subito dopo aver saputo della richiesta d'aiuto rivolta ai cinesi dal governo coreano, ordinò immediatamente che tutte le navi da guerra nelle vicinanze fossero inviate a Pusan e a Chemulpo. Il 9 giugno, una formazione di 420 fanti della Marina (precursori dei Rikusentai), scelti tra gli equipaggi delle navi da guerra giapponesi, venne immediatamente inviata a Seul, dove servirono temporaneamente da contrappeso alle truppe cinesi accampate ad Asan. Contemporaneamente, i giapponesi decisero di inviare in Corea una brigata rinforzata di circa 8.000 soldati, comprese le unità ausiliarie, sotto il comando del generale Oshima Yoshimasa, che venne trasportata in Corea per il 27 giugno. I giapponesi dichiararono ai cinesi che erano disposti a ritirare la brigata di Oshima se essi avessero lasciato Asan. Tuttavia, quando, il 16 luglio, 8.000 soldati cinesi sbarcarono vicino all'ingresso del fiume Taedong per rinforzare i commilitoni di guarnigione a Pyongyang, i giapponesi consegnarono a Li Hongzhang un ultimatum, minacciando di agire se altre truppe fossero state inviate in Corea. Di conseguenza, il generale Oshima, a Seul, e i comandanti della Marina nelle acque coreane ricevettero ordini che consentivano loro di avviare operazioni militari se altre truppe cinesi fossero giunte in Corea. Nonostante l'ultimatum, Li riteneva che i giapponesi stessero bluffando, cercando di sondare la disponibilità cinese a fare concessioni. Decise, quindi, di rafforzare le forze ad Asan con ulteriori 2.500 uomini, 1.300 dei quali arrivarono ad Asan nella notte tra il 23 e il 24 luglio. Nel frattempo, però, alle prime luci del 23 luglio, i giapponesi avevano preso il controllo del Palazzo reale di Seul ed imprigionato il re Gojong, costringendo i sovrano a rinunciare ai legami con la Cina.

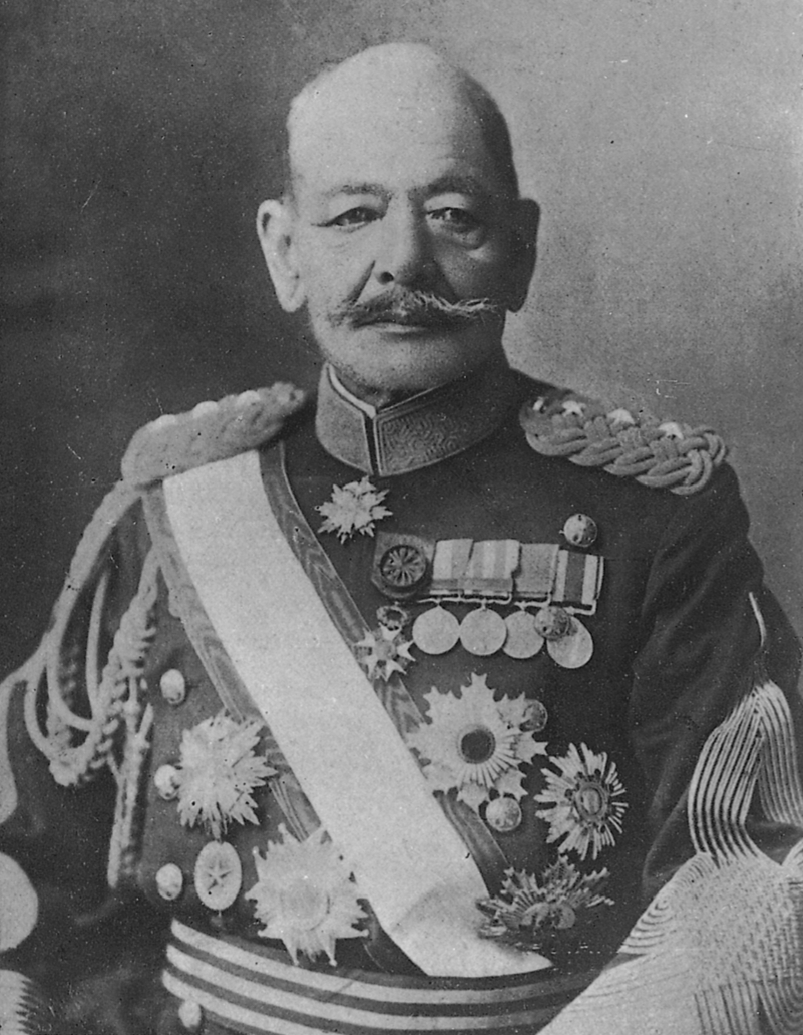
Il conte Akiyama Yoshifuru prestò servizio come comandante del reggimento di cavalleria nella prima guerra sino-giapponese del 1894-1895. Nella guerra russo-giapponese del 1904-1905, guidò le sue truppe contro le divisioni di cavalleria cosacca dell'esercito imperiale russo.

Durante l'intervallo, lungo quasi due mesi, gli Stati maggiori dell'Esercito e della Marina svilupparono un piano operativo in due fasi contro la Cina. La 5ª Divisione dell'Esercito sarebbe sbarcata a Chemulpo per impedire un'avanzata cinese in Corea, mentre la Marina avrebbe ingaggiato la flotta del Pei-yang in una battaglia decisiva per il controllo dei mari. Se la Marina avesse vinto, l'Esercito avrebbe rapidamente portato a termine svariati sbarchi sulla costa tra Shanhaiguan e Tientsin, e sarebbe avanzato verso la pianura di Zhili per sconfiggere le forze cinesi e portare la guerra ad una rapida conclusione. Se nessuna delle due parti avesse ottenuto il controllo del mare, l'Esercito si sarebbe concentrato sull'occupazione della Corea ed avrebbe escluso l'influenza cinese. Infine, se la Marina fosse stata sconfitta e di conseguenza avesse perso il comando del mare, alle forze giapponesi in Corea sarebbe stato ordinato di attendere e combattere un'azione di retroguardia, mentre il grosso dell'Esercito sarebbe rimasto in Giappone per respingere un'eventuale invasione cinese. Questo scenario peggiore prevedeva anche tentativi di salvare l'assediata 5ª Divisione in Corea, rafforzando contemporaneamente le difese della patria. I piani dell'Esercito, sia offensivi che difensivi, dipendevano dall'esito delle operazioni navali.

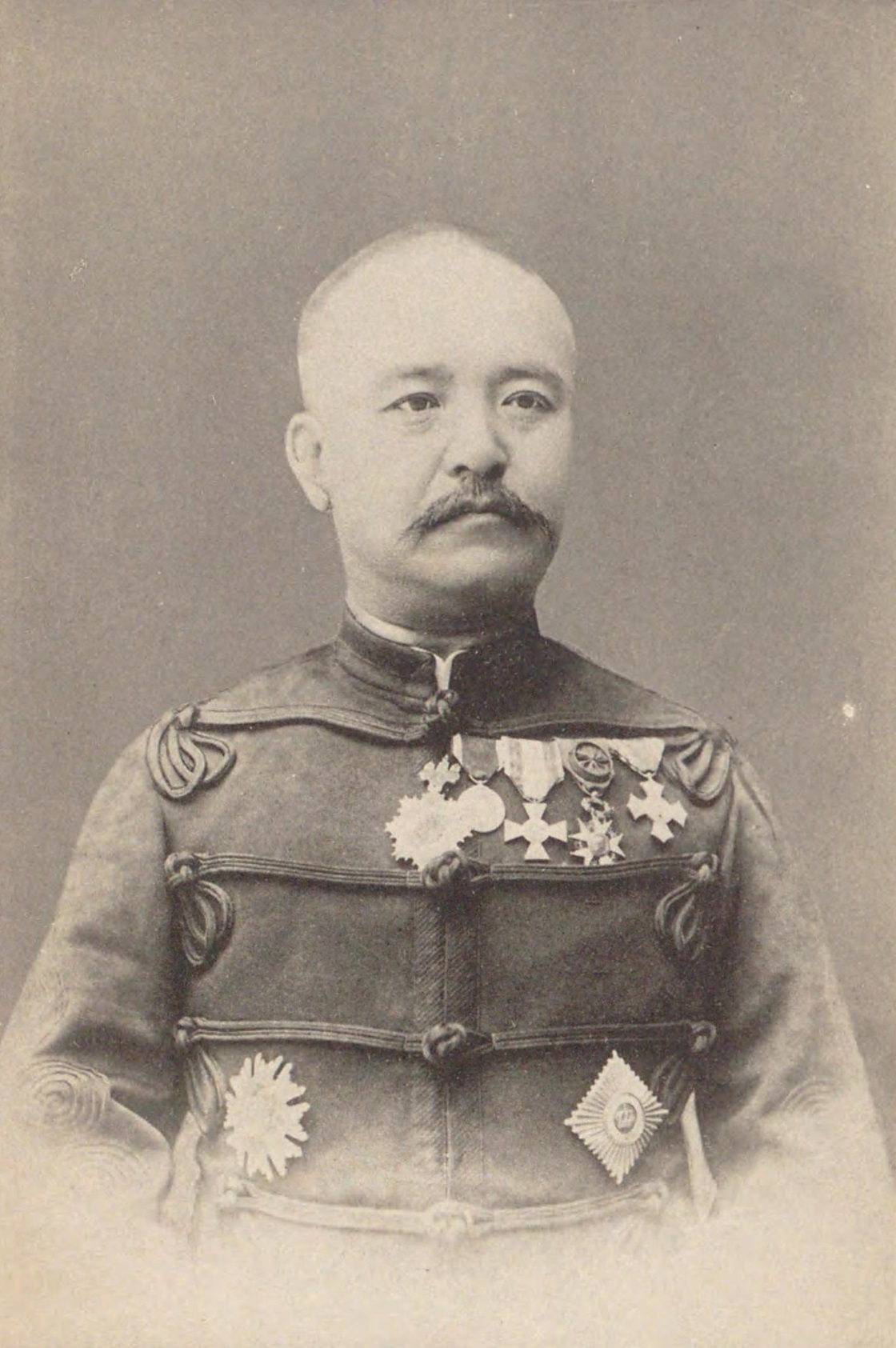
Il principe Katsura Tarō, tre volte primo ministro del Giappone. Katsura era il viceministro della guerra durante il periodo. Comandò la 3ª Divisione sotto il suo mentore, il feldmaresciallo Yamagata Aritomo, durante la prima guerra sino-giapponese.

Gli scontri tra le forze cinesi e giapponesi a Pungdo e a Seongwhan causarono cambiamenti irreversibili nelle relazioni sino-giapponesi e stabilirono, al di fuori di ogni dubbio, l'esisteva uno stato di guerra tra i due paesi. I due governi lo dichiararono ufficialmente il 1º agosto. Inizialmente, l'obiettivo dello Stato maggiore era di mettere al sicuro la penisola coreana prima dell'arrivo dell'inverno e quindi sbarcare le forze vicino a Shanhaiguan. Tuttavia, poiché la Marina non fu in grado di portare in battaglia la flotta del Pei-yang, si ritirò temporaneamente dal Mar Giallo per riparare e rifornire le sue navi. Di conseguenza, alla fine di agosto lo Stato maggiore ordinò un'avanzata terrestre verso la pianura di Zhili attraverso la Corea per conquistare le basi nella penisola di Liaodong e impedire alle forze cinesi d'interferire con l'avanzata su Pechino. La 1ª Armata, con due divisioni, venne attivata il 1º settembre e, a metà mese, sconfisse le forze cinesi a Pyongyang ed occupò poi la città, mentre le rimanenti truppe cinesi si ritiravano verso nord. La straordinaria vittoria della Marina nella battaglia del fiume Yalu, il 17 settembre, fu cruciale per i giapponesi, in quanto permise alla 2ª Armata, con tre divisioni e una brigata, di sbarcare incontrastata, a metà ottobre, sulla penisola di Liaodong, a circa 100 miglia a nord di Port Arthur, località che controllava l'ingresso nel golfo di Bohai. Mentre la 1ª Armata inseguiva le restanti forze cinesi uscite dalla Corea attraverso lo Yalu, la 2ª Armata occupò la città di Dairen l'8 novembre e poi conquistò la fortezza e il porto a Port Arthur il 25 novembre. Più a nord, l'offensiva della 1ª Armata si fermò e venne afflitta da problemi di approvvigionamento e dall'inverno.

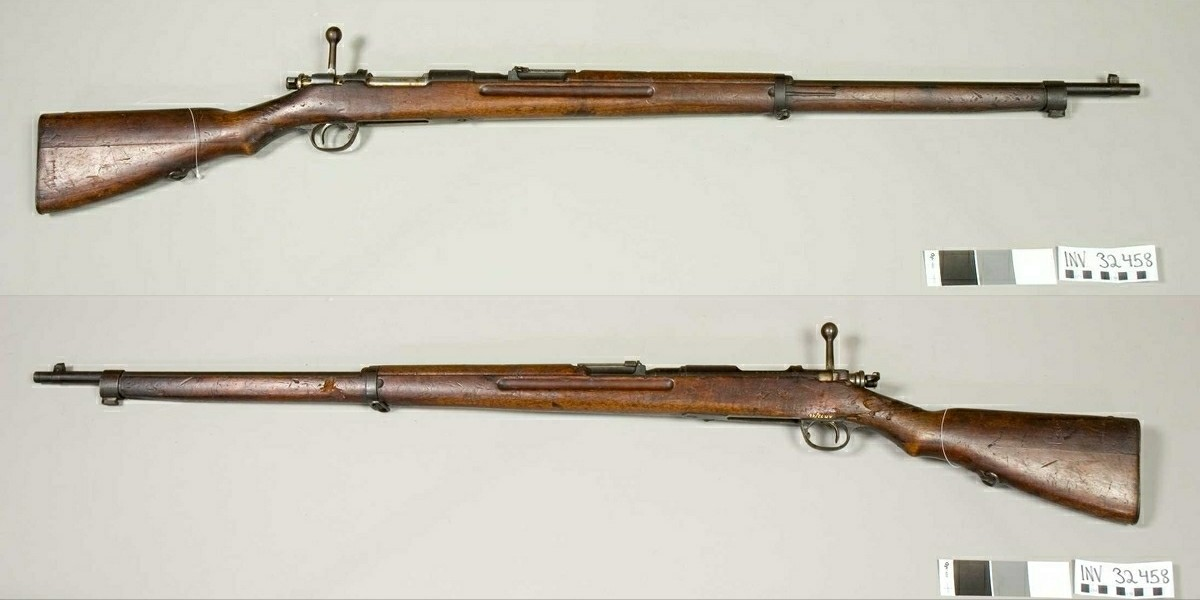
Il fucile Type 30 fu il fucile di fanteria standard dell'esercito imperiale giapponese dal 1897 al 1905.

### La ribellione dei Boxer

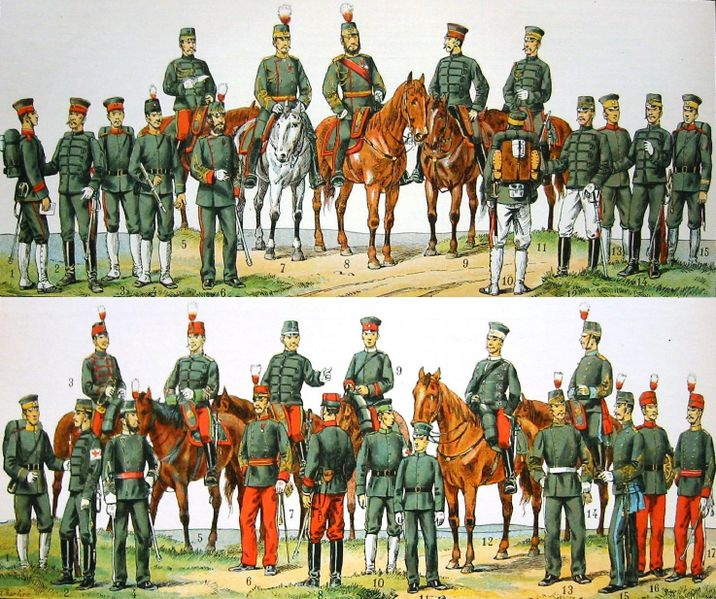
Soldati dell'Esercito imperiale giapponese nel 1900

Tra il 1899 e il 1900, gli attacchi dei Boxer contro gli stranieri in Cina si intensificarono, portando all'assedio delle legazioni diplomatiche occidentali a Pechino. Un'alleanza internazionale, composta da soldati britannici, francesi, russi, tedeschi, italiani, austro-ungarici, statunitensi e giapponesi, inviò così delle truppe a liberare i diplomatici. I nipponici inviarono il contingente più numeroso: 20.840 uomini con 18 navi da guerra.
Una piccola forza d'avanguardia di circa 2.000 soldati, riunita in fretta e furia, al comando dell'ammiraglio britannico Edward Seymour, partì in treno, da Tianjin, per le legazioni all'inizio di giugno. Il giorno 12, le forze di Boxer e di soldati regolari cinesi fermarono il treno, a meno di 50 km dalla capitale. Gli alleati, appiedati e in netta inferiorità numerica, si ritirarono nelle vicinanze di Tianjin, dopo aver subito più di 300 perdite. Lo Stato maggiore dell'Esercito, a Tokyo, venne ben presto a conoscenza del peggioramento delle condizioni in Cina ma aveva già redatto piani di emergenza. Il governo, però, alla luce del Triplice Intervento, si rifiutò di dispiegare numerose forze se non richiesto dalle potenze occidentali. Tuttavia, tre giorni dopo, lo Stato maggiore inviò comunque, nel nord della Cina, una forza provvisoria di 1.300 soldati, comandati dal maggior generale Fukushima Yasumasa. Fukushima venne scelto per la sua capacità di parlare un inglese fluente, che gli permetteva di comunicare con il comandante britannico. La forza sbarcò vicino a Tianjin il 5 luglio.
Il 17 giugno, con l'aumento delle tensioni, i Rikusentai delle navi giapponesi si erano uniti ai marinai britannici, russi e tedeschi per impadronirsi dei forti di Dagu vicino a Tianjin. Quattro giorni dopo, la corte Qing dichiarò ufficialmente guerra alle potenze straniere. Gli inglesi, vista la situazione precaria, furono costretti a chiedere ulteriori rinforzi al Giappone, poiché i nipponici avevano le uniche forze prontamente disponibili nella regione. La Gran Bretagna all'epoca era pesantemente impegnata nella guerra boera e, di conseguenza, gran parte dell'Esercito britannico era bloccato in Sudafrica. Il dispiegamento di un gran numero di truppe dalle guarnigioni britanniche in India avrebbe richiesto troppo tempo ed indebolito la sicurezza interna della colonia. Prescindendo dai dubbi personali, il ministro degli Esteri Aoki Shūzō calcolò che i vantaggi di prendere parte alla coalizione erano troppo allettanti per essere ignorati. Anche il primo ministro Yamagata si trovò d'accordo, ma altri membri del governo chiesero che ci fossero garanzie dai britannici in cambio dei rischi e dei costi di un importante dispiegamento di truppe giapponesi. Il 6 luglio, la 5ª Divisione di fanteria venne allertata per un possibile dispiegamento in Cina, ma senza che fosse fissato un calendario. Due giorni dopo, l'8 luglio, con ulteriori truppe urgentemente richieste per togliere l'assedio delle legazioni straniere a Pechino, l'ambasciatore britannico offrì al governo giapponese un milione di sterline inglesi in cambio della loro partecipazione.
Le unità della 5ª Divisione partirono così per la Cina, portando la forza giapponese a 3.800 effettivi su un totale di 17.000 uomini della coalizione. Il comandante della divisione, il tenente generale Yamaguchi Motoomi, ricevette a Fukushima il controllo operativo delle truppe in Cina. Una seconda armata di spedizione alleata più numerosa prese quindi d'assalto Tianjin, il 14 luglio, riuscendo ad occupare la città. Gli alleati consolidarono quindi le loro posizioni ed attesero il resto della 5ª Divisione e altri rinforzi della coalizione. Ai primi di agosto la spedizione si spinse verso la capitale, dove il 14 agosto ruppe l'assedio dei Boxer. A metà agosto, la forza giapponese di 13.000 uomini era il contingente singolo più numeroso, costituendo circa il 40% del corpo di spedizione alleato, in totale circa 33.000 uomini. I soldati giapponesi coinvolte nei combattimenti si erano comportati bene, anche se un osservatore militare britannico ritenne che la loro aggressività, le formazioni troppo strette e l'eccessiva volontà di andare all'attacco costassero loro perdite eccessive. Ad esempio, durante i combattimenti di Tianjin, pur rappresentando meno di un quarto della forza alleata totale, subirono più della metà delle vittime, 400 su 730 uomini. Allo stesso modo a Pechino, i giapponesi, che costituivano poco meno della metà della forza d'assalto, rappresentarono quasi i due terzi delle perdite, 280 su 453.

### La guerra russo-giapponese

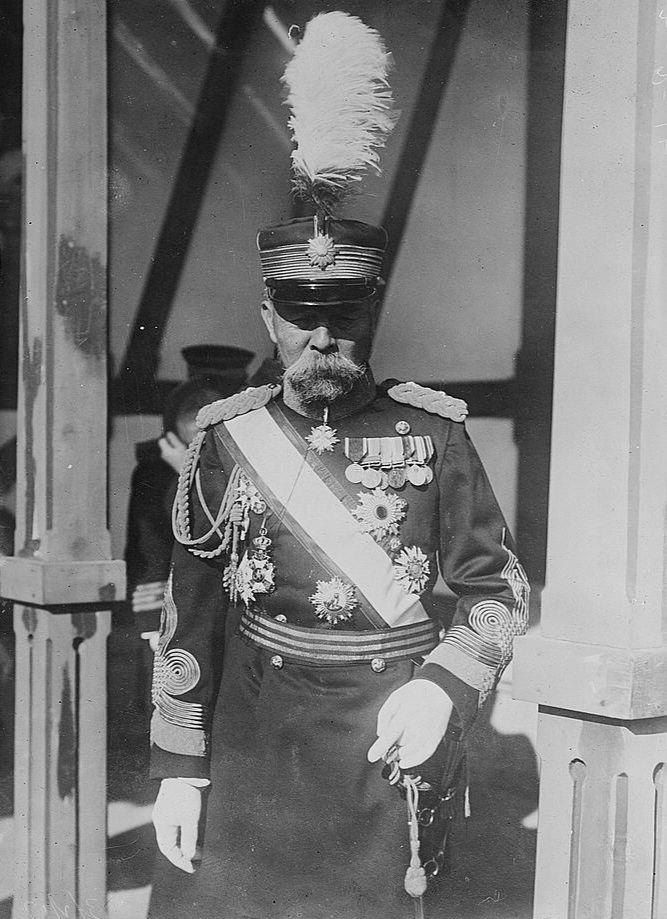
Ōshima Ken'ichi, ministro della Guerra durante il periodo

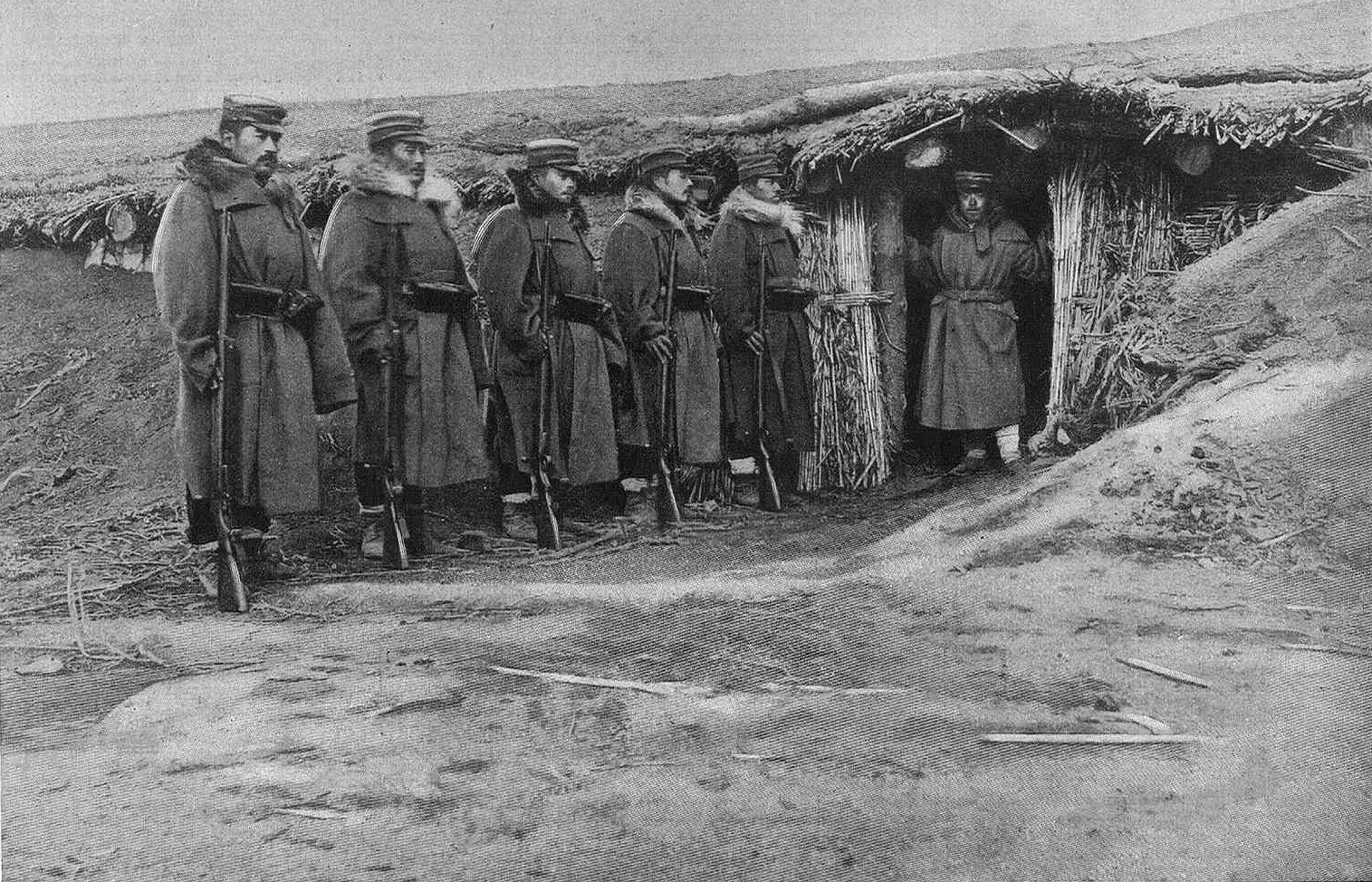
Fucilieri giapponesi durante la guerra russo-giapponese

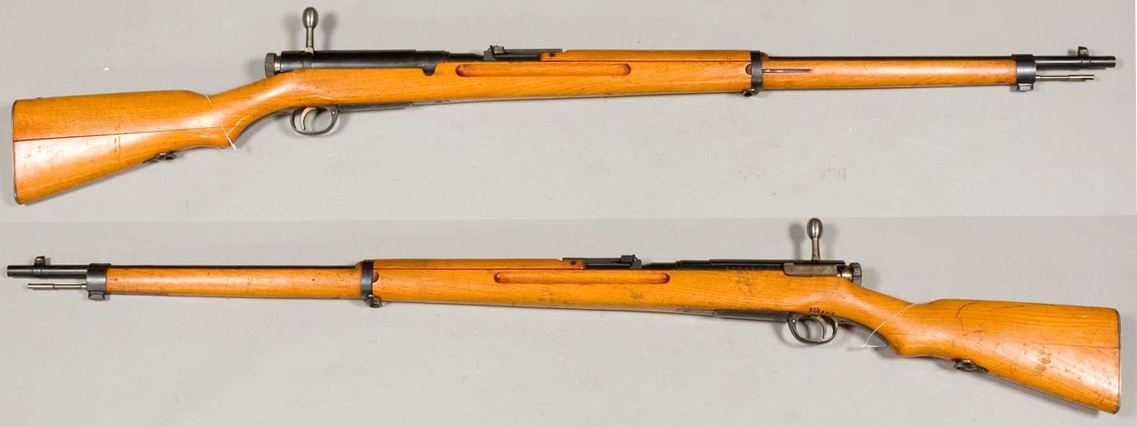
Il fucile Type 38 venne adottato dall'esercito imperiale giapponese nel 1905

La guerra russo-giapponese del 1905 fu il risultato della tensione tra l'Impero russo e l'Impero del Giappone, a causa delle forti ambizioni che entrambi avevano sulla Manciuria e sulla Corea. La Marina nipponica inflisse pesanti perdite ai russi, annientandone le flotte nella battaglia del Mar Giallo e in quella di Tsushima, mentre le forze di terra non furono in grado di infliggere una sconfitta decisiva all'armata russa. La grande dipendenza dalla fanteria, dovuta all'assenza di adeguate unità di cavalleria e artiglieria, portò i giapponesi a subire, al contrario, pesanti perdite tra le proprie fila, specialmente durante l'assedio di Port Arthur.

### Prima guerra mondiale

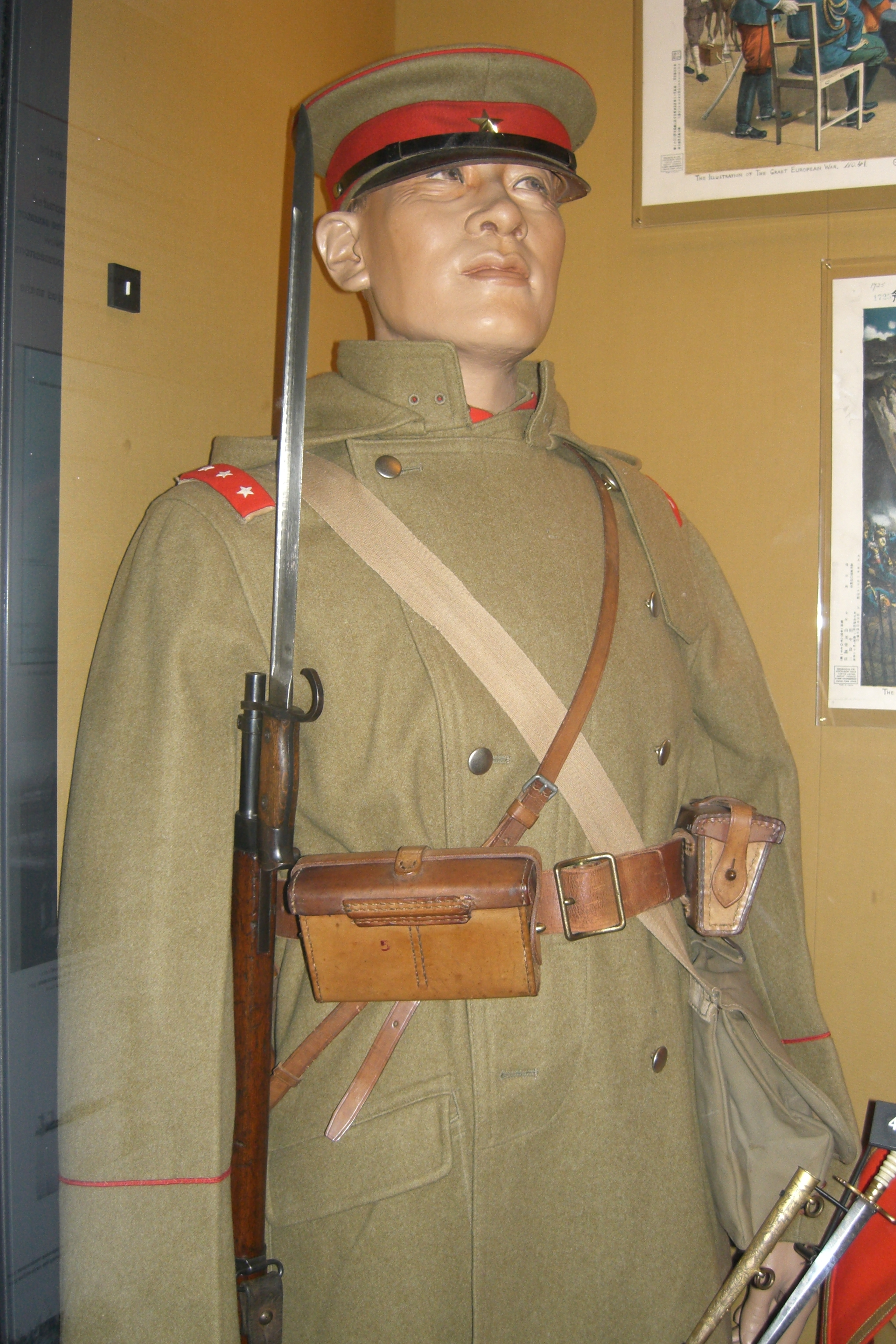
Uniforme dell'Esercito imperiale giapponese usata nella spedizione a Kiaochow.

L'Impero giapponese entrò nella prima guerra mondiale guerra a fianco della Triplice intesa. Inizialmente i giapponesi ipotizzarono di inviare una forza di spedizione di 100 - 500 mila uomini in Francia. Tuttavia, dopo una scrupolosa pianificazione, l'unico scontro armato a cui prese parte il Giappone fu il ben eseguito assedio di Tsingtao, una concessione tedesca in Asia, nel 1914.

### Periodo interbellico

#### L'intervento in Siberia

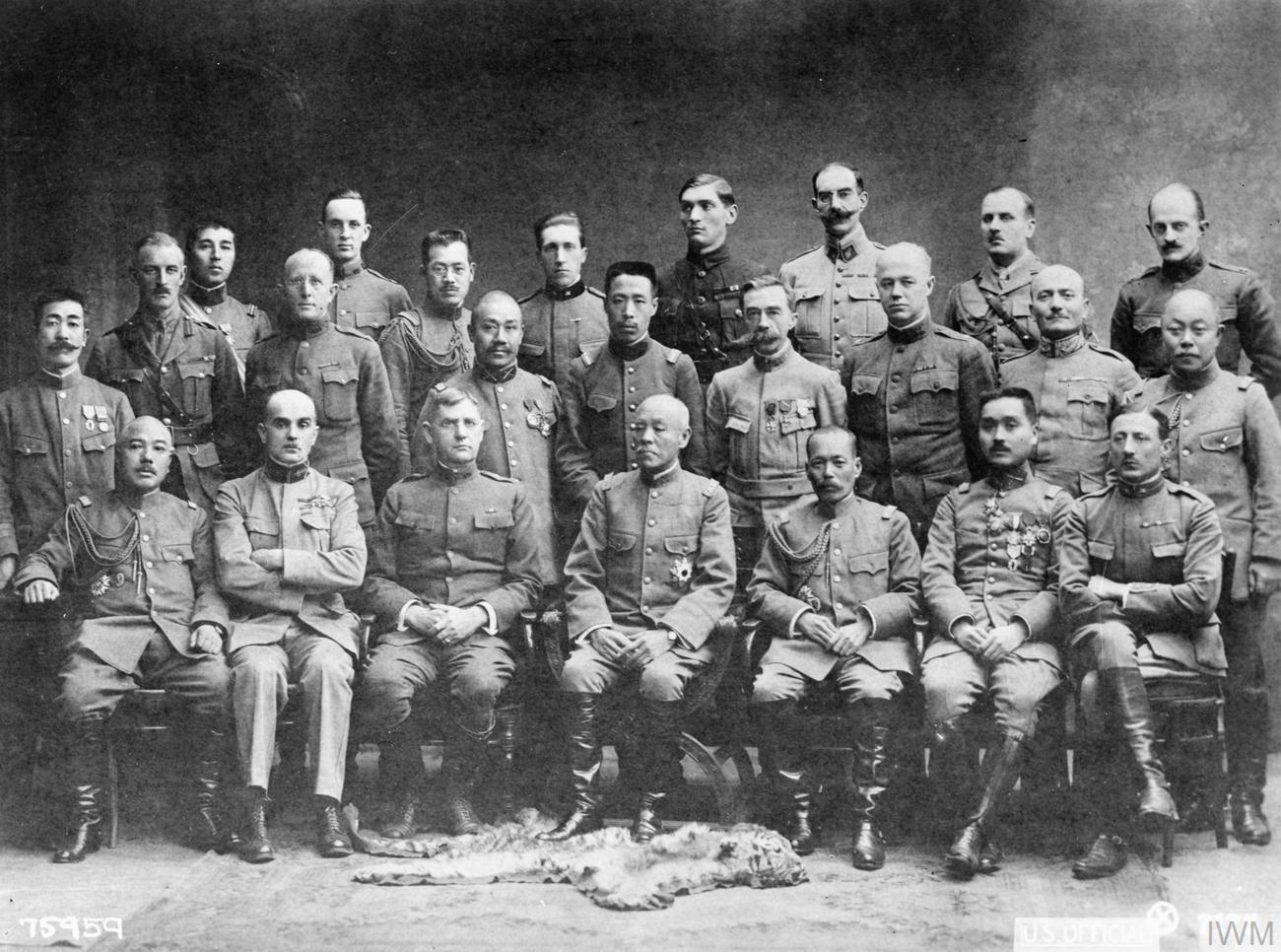
Ufficiali in comando e capi di stato maggiore della missione militare alleata a Vladivostok durante l'intervento alleato in Siberia

Durante gli anni 1917-18, il Giappone continuò ad estendere la sua influenza e i suoi privilegi in Cina attraverso i prestiti Nishihara. Durante l'Intervento degli Alleati in Siberia, in seguito al crollo dell'Impero russo dopo la rivoluzione bolscevica, l'Esercito imperiale giapponese aveva inizialmente pianificato di inviare più di 70.000 soldati ad occupare laregione dall'estremo occidente al lago Baikal. Lo Stato maggiore dell'Esercito vedeva il crollo zarista come un'opportunità per liberare il Giappone da qualsiasi futura minaccia proveniente dalla Russia, trasformando la Siberia in uno stato cuscinetto indipendente. Il piano venne notevolmente ridimensionato a causa dell'opposizione degli Stati Uniti, uno degli Alleati.
Nel luglio 1918, il presidente statunitense, Woodrow Wilson, chiese al governo giapponese di fornire 7.000 soldati come parte di una coalizione internazionale di 24.000 soldati per sostenere l'American Expeditionary Force Siberia. Dopo un acceso dibattito nella Dieta, il governo del primo ministro Terauchi Masatake accettò d'inviare 12.000 soldati, ma sotto il comando del Giappone, piuttosto che come parte di una coalizione internazionale. Il Giappone e gli Stati Uniti inviarono così forze in Siberia per rafforzare le armate del leader del movimento bianco, l'ammiraglio Aleksandr Kolčak, contro l'Armata Rossa bolscevica.
Raggiunta l'accordo politico, l'Esercito imperiale prese il pieno controllo delle operazioni sotto il Capo di Stato maggiore, il generale Mitsue Yui, e, per il novembre del 1918, più di 70 000 soldati giapponesi occuparono tutti i porti e le maggiori cittadine del Territorio del Litorale russo e della Siberia orientale.
Nel giugno 1920, gli Stati Uniti e i suoi alleati della coalizione si ritirarono da Vladivostok, dopo la cattura e l'esecuzione di Aleksandr Kolčak da parte dei bolscevichi. Tuttavia, i giapponesi decisero di rimanere, prima di tutto per paura di una diffusione del comunismo, così vicino al Giappone e alla Corea occupata. L'Esercito giapponese diede supporto militare al governo provvisorio del Priamur'e, con sede a Vladivostok, contro la Repubblica dell'Estremo Oriente, sotto controllo di Mosca.
La continua presenza del Giappone preoccupò gli Stati Uniti, che sospettavano che i giapponesi avesse mire territoriali sulla Siberia e sull'Estremo Oriente della Russia. Soggetta ad un'intensa pressione diplomatica da parte di Stati Uniti e Regno Unito, e affrontando un'opposizione interna, dovuta al costo economico e umano, l'amministrazione del primo ministro Katō Tomosaburō fece ritirare le forze giapponesi nell'ottobre 1922.

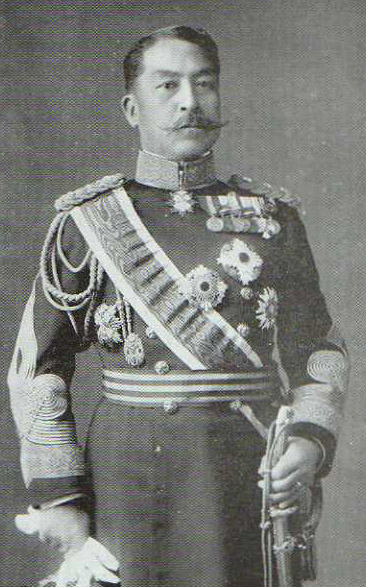
Il principe Kanin Kotohito, capo di stato maggiore dell'Esercito dal 1931 fino al 1940

#### L'ascesa del militarismo nel periodo Shōwa
Negli anni '20, l'Esercito imperiale del Giappone si espanse rapidamente ed entro il 1927 poteva contare su una forza di 300 000 uomini. Diversamente dai paesi occidentali godeva di un'ampia indipendenza dal governo. Sotto i dettami della Costituzione Meiji, il ministro della Guerra era tenuto a rendere conto solo all'imperatore Hirohito e non al governo eletto dal popolo. Infatti, l'amministrazione civile giapponese necessitava del supporto dei soldati per governare. L'Esercito controllava le candidature al Ministero della Guerra e nel 1936 una legge stabilì che solo un generale o un tenente generale in servizio attivo poteva ottenere l'incarico di Ministro. Come risultato di ciò, si ebbe che la spesa militare, in proporzione al budget nazionale, crebbe sproporzionatamente tra gli anni venti e trenta e diverse fazioni vicine ai militari influenzarono la politica estera giapponese.
L'Esercito imperiale giapponese era originariamente noto con l'appellativo di "Esercito" (rikogun) ma dopo il 1928, come conseguenza dello spostamento ideologico verso un nazionalismo romantico e per conseguire le sue ambizioni politiche, si cominciò a riferirsi ad esso come "Esercito imperiale" (kōgun), soprattutto per iniziativa del generale Sadao Araki.
Nel 1923, l'Esercito era composto da 21 divisioni ma, con una riforma, nel 1924 venne ridotto a 17. Due balzi nello sviluppo dell'industria militare (1906-1910 e 1931-1934) permisero, infatti, di riequipaggiare le forze armate.

#### L'invasione della Cina

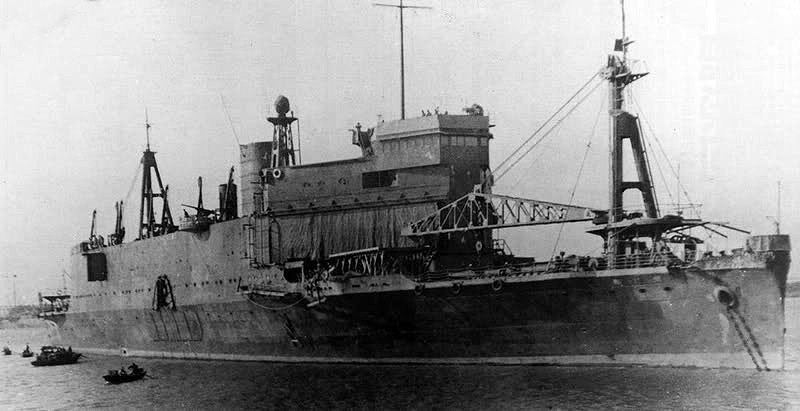
Nave d'assalto anfibia IJA Shinshū Maru, la prima nave portaerei da sbarco al mondo ad essere progettata come tale

Nel 1931, l'Esercito imperiale giapponese aveva una forza di 198.880 uomini, tra soldati e ufficiali, suddivisi nelle 17 divisioni stabilite nel 1924. L'incidente di Mukden, presunto attacco alla ferrovia giapponese da parte di banditi cinesi, venne molto probabilmente orchestrato dall'Esercito giapponese stesso per accusare poi i cinesi e legittimare il proseguimento delle ostilità. Le azioni dei militari, largamente indipendenti dalla leadership civile, portarono all'invasione della Manciuria, proprio nel 1931, e in seguito alla seconda guerra sino-giapponese nel 1937. Con l'approssimarsi del conflitto, l'influenza dell'Esercito imperiale sull'imperatore scemò, cedendo il posto all'influenza della Marina imperiale. Nonostante ciò, nel 1938, l'Esercito si era espanso fino ad avere 34 divisioni. Durante la guerra in Cina, l'Esercito imperiale si comportò spesso con selvaggia e incontrollata brutalità; in particolare l'occupazione di Nanchino nel dicembre 1937 venne caratterizzata da violenze, saccheggi ed uccisioni in massa di militari e civili cinesi; osservatori sul posto dell'alleato tedesco non esitarono a definire le truppe imperiali nipponiche "una macchina bestiale".

#### Il conflitto con l'Unione Sovietica
Dal 1932 al 1945, l'Impero del Giappone e l'Unione Sovietica ebbero una serie di guerre di confine. Il Giappone aveva messo gli occhi su parte del territorio sovietico, come risultato della dottrina Hokushin-ron e l'istituzione del Manciukuò, uno stato fantoccio in Manciuria, portarono i due paesi in conflitto. La guerra durò a fasi alterne con le ultime battaglie degli anni '30 (la battaglia del lago Chasan e la battaglia di Khalkhin Gol) che terminarono con una vittoria decisiva per i sovietici. I conflitti cessarono con la firma del patto nippo-sovietico di non aggressione il 13 aprile 1941. Anni dopo, in seguito alla Conferenza di Jalta, Stalin accettò di dichiarare guerra al Giappone e, il 5 agosto 1945, l'Unione Sovietica annullò l'accordo di non aggressione con il Giappone.

### Seconda guerra mondiale

Uniformi dell'esercito tra il 1941 e il 1945 (manifesto dell'esercito degli Stati Uniti)

Nel 1941, l'Esercito imperiale possedeva 51 divisioni e varie unità, tra cui di artiglieria, di cavalleria, contraeree e corazzate, per un totale di 1 700 000 uomini. All'inizio della seconda guerra mondiale, la maggior parte dell'Esercito giapponese si trovava in Cina, dove erano stanziate 27 divisioni. Altre 13 divisioni avevano come obiettivo quello di proteggere il confine del Manciukuò, per respingere un eventuale attacco sovietico. Tuttavia, dal 1942, diversi soldati vennero inviati ad Hong Kong (23ª Armata), nelle Filippine (14ª Armata), in Thailandia, in Birmania (15ª Armata), nelle Indie orientali olandesi (25ª Armata) e nella Malesia britannica (25ª Armata). Entro il 1945 l'Esercito imperiale contava oltre sei milioni di uomini.

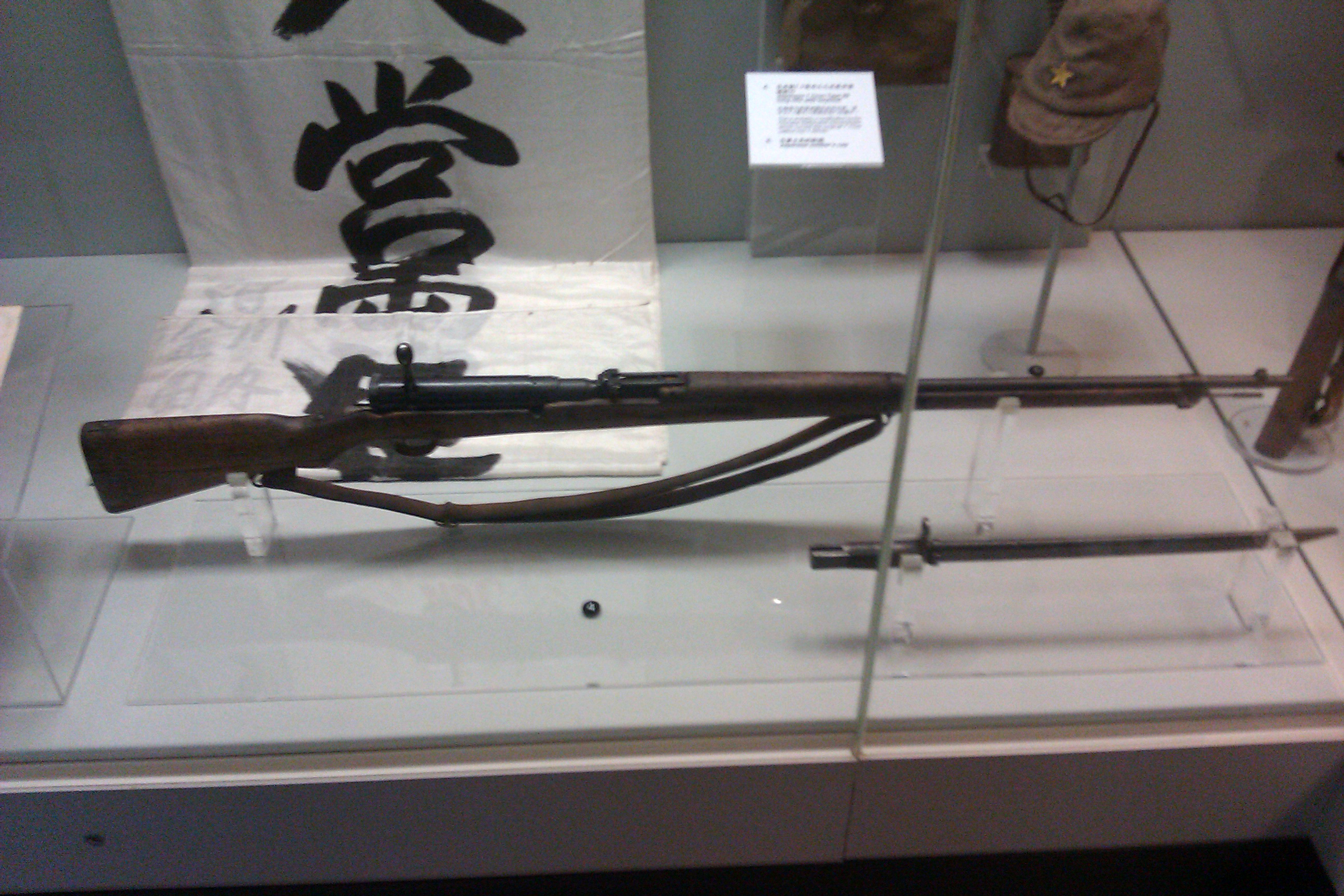
Fucile Type 38

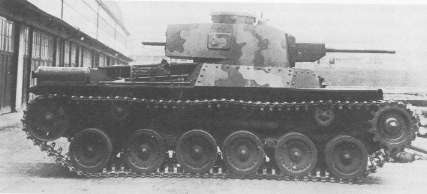
Type 97 Chi-Ha, il carro medio giapponese più ampiamente prodotto della seconda guerra mondiale

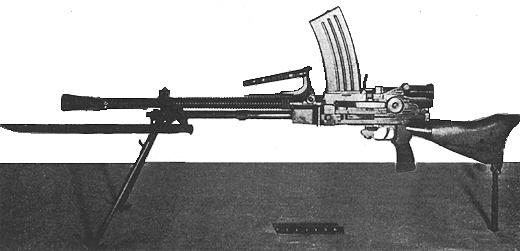
Mitragliatrice leggera Type 99

Dal 1943, le truppe giapponesi soffrirono di grave scarsità di rifornimenti; in special modo la mancanza di cibo, medicine, munizioni ed armamenti, per colpa dell'interdizione dei sottomarini alleati nelle rotte giapponesi del Pacifico, portò ad una pericolosa rivalità tra Esercito e Marina imperiali. La mancanza di rifornimenti impedì ad un gran numero di caccia di continuare il servizio aeronautico per mancanza di parti di ricambio e due terzi delle morti tra i soldati giapponesi avvennero per malattie o fame.

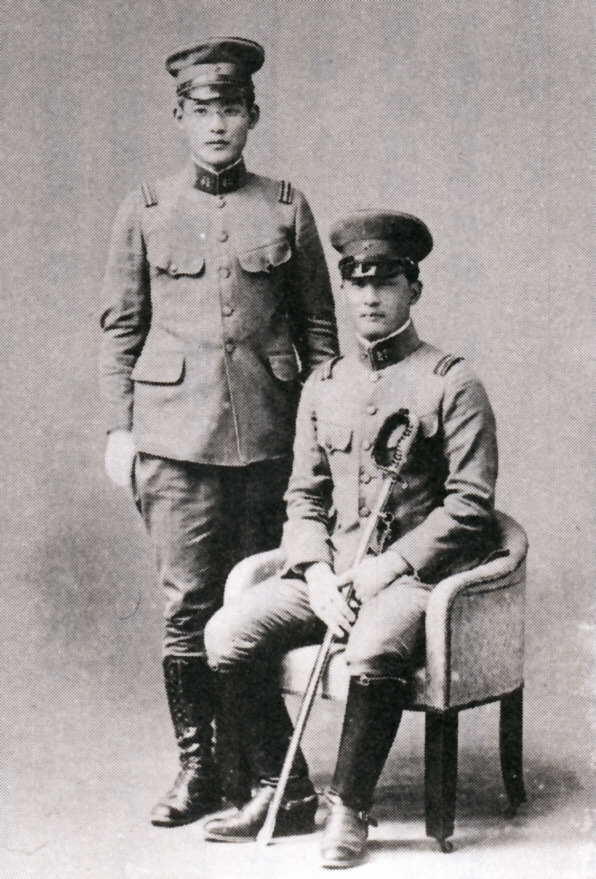
Ufficiali dell'esercito giapponese, anni '30
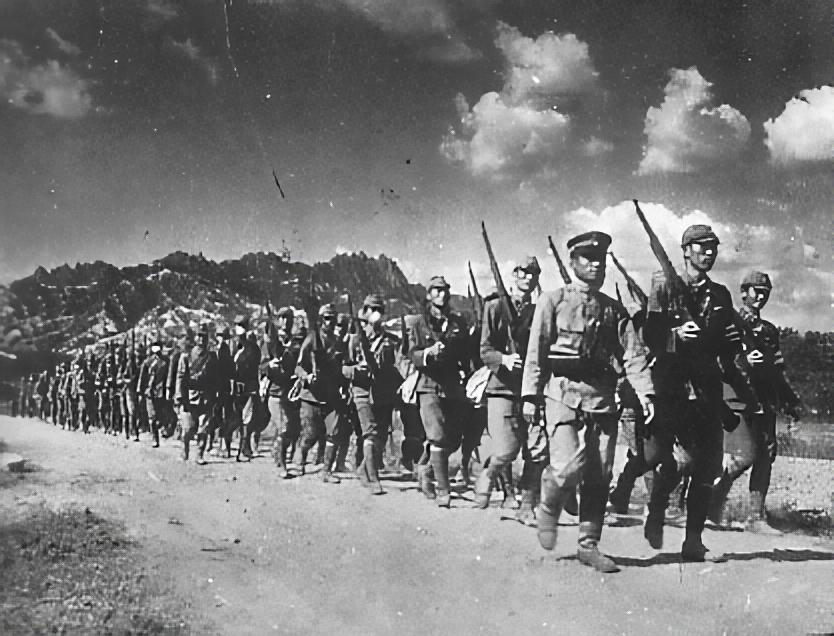
Armata volontaria coreana, 1943
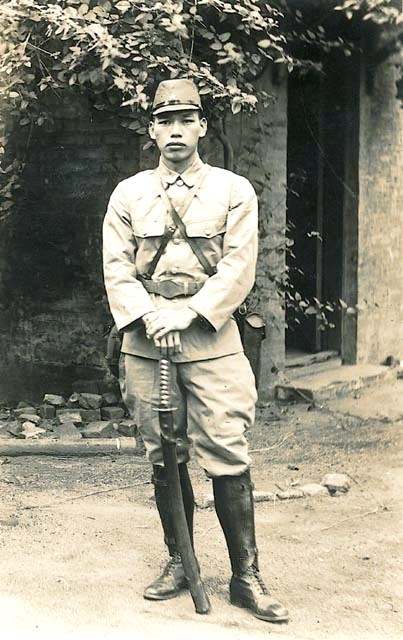
Soldati taiwanesi nelle Filippine durante la seconda guerra mondiale

#### Salario
Rispetto agli eserciti europei o a quello statunitense, i soldati dell'Esercito imperiale giapponese ricevevano uno stipendio piuttosto esiguo; tuttavia, anche il costo della vita in Giappone era più economico che nella maggior parte delle nazioni occidentali. La tabella sottostante riporta le cifre del dicembre 1941, quando uno yen giapponese valeva circa 0,23 dollari statunitensi.
| Grado                            | Salario mensile (yen) | Salario mensile (USD) |
| -------------------------------- | --------------------- | --------------------- |
| Generale                         | ¥550                  | $126.50               |
| Tenente generale                 | ¥483.33               | $111.17               |
| Maggior generale                 | ¥416.66               | $95.83                |
| Colonnello                       | ¥310–370              | $71.30–85.10          |
| Tenente colonnello               | ¥220–310              | $50.60–71.30          |
| Maggiore                         | ¥170–220              | $39.10–50.60          |
| Capitano                         | ¥122–155              | $28.06–35.65          |
| Primo tenente                    | ¥85–94.16             | $19.55–21.66          |
| Maresciallo                      | ¥80–110               | $18.40–25.30          |
| Secondo tenente                  | ¥70.83                | $16.30                |
| Sergente maggiore                | ¥32–75                | $7.36–17.25           |
| Ufficiale di polizia giudiziaria | ¥25–40                | $5.75–9.20            |
| Sergente                         | ¥23–30                | $5.29–6.90            |
| Caporale                         | ¥20                   | $4.60                 |
| Vice caporale                    | ¥13.50                | $3.11                 |
| Soldato scelto                   | ¥9                    | $2.07                 |

Per fare un confronto, nel 1942, un soldato statunitense veniva pagato circa 50 dollari al mese (o 204 yen) e ciò significa che il soldato di grado più basso nell'Esercito degli Stati Uniti guadagnava l'equivalente dello stipendio massimo di un maggiore giapponese, o lo stipendio base di un tenente colonnello, nonché circa 25 volte quanto un soldato giapponese pari grado. Le fasce salariali sproporzionate non erano insolite tra i militari durante la seconda guerra mondiale: ad esempio i soldati australiani potevano aspettarsi di ricevere circa il triplo della paga rispetto alle loro controparti che combattevano per il Regno Unito. Nonostante, quindi, fossero ampiamente considerati una forza combattente "di prim'ordine", gli uomini che prestavano servizio nell'Esercito imperiale giapponese erano molto mal ricompensati.
A complicare ulteriormente le cose, nel 1942, la maggior parte dei soldati giapponesi veniva pagata utilizzando lo yen militare giapponese (JMY), una valuta non supportata che non poteva essere riscattata per il normale yen. Nei territori sotto l'occupazione giapponese, lo yen militare – o "denaro d'invasione giapponese", come venne chiamato dai locali – era l'unica moneta a corso legale in circolazione. Le autorità giapponesi sequestrarono od ordinarono la consegna di tutte le altre banconote nei territori sotto la loro occupazione e fornirono un risarcimento a un "tasso di cambio" che ritenevano opportuno, sotto forma di JMY. Ciò ebbe l'effetto di offrire ai soldati giapponesi in molti territori occupati un grado di rendimento più elevato per la loro bassa paga di quanto avrebbero altrimenti ricevuto. Tuttavia, alla fine della guerra, il Ministero delle Finanze dell'Impero giapponese annullò tutte le banconote militari, rendendo lo yen militare privo di valore.

#### Crimini di guerra

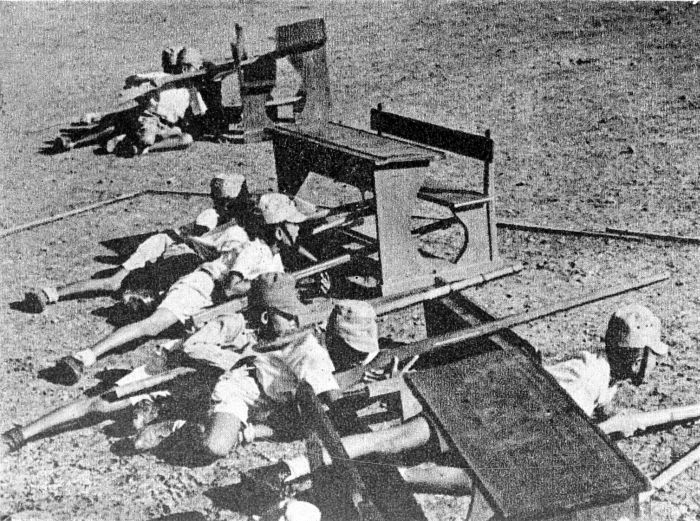
Reclute bambine indonesiane vengono addestrati da ufficiali giapponesi come scudo umano, 1945

Durante la seconda guerra sino-giapponese e la seconda guerra mondiale, l'Esercito imperiale giapponese aveva mostrato un'immensa brutalità e si era impegnato in numerose atrocità contro i civili, così come contro i prigionieri di guerra – con il massacro di Nanchino come esempio più noto. Altri crimini di guerra commessi dall'esercito imperiale giapponese includevano stupro e prostituzione forzata, marce della morte, l'uso della guerra biologica contro i civili e l'esecuzione di prigionieri di guerra. Tali atrocità durante la guerra causarono molti milioni di morti.

### Storia post seconda guerra mondiale

#### Forza di autodifesa giapponese terrestre
L'Articolo 9 della Costituzione giapponese post-bellica rinuncia al diritto di usare la forza come mezzo per risolvere dispute. Ciò venne stabilito per prevenire il ritorno del militarismo, che aveva portato alla guerra. Tuttavia, nel 1947 venne formata la Forza di sicurezza pubblica; in seguito, nel 1954, con il consolidarsi della guerra fredda, la Forza di sicurezza divenne la nuova Forza di autodifesa giapponese terrestre. Anche se significativamente più ridotta dell'ex-Esercito imperiale e formalmente con compiti strettamente difensivi, essa costituisce l'odierno esercito del Giappone.

#### Resistenza continuata
Nonostante la resa del Giappone, alcuni soldati dell'Esercito imperiale, divenuti noti come soldati fantasma, rimasero isolati dal resto del mondo in alcune isole sperdute del Pacifico fino agli anni settanta, con l'ultimo soldato giapponese che si arrese nel 1974. L'ufficiale dell'intelligence Hiroo Onoda, che si arrese sull'isola di Lubang nelle Filippine nel marzo 1974, e Teruo Nakamura, che si arrese nell'isola di Morotai in Indonesia nel dicembre 1974, sembrano essere stati gli ultimi due soldati fantasma giapponesi.

## Ideologia
Il nazionalismo giapponese permise ai militari di ascendere attorno ad un concetto dell'epoca: un Paese ricco ha un Esercito forte. I nazionalisti affermarono che il Giappone, come territorio, era sacro e la sua gente era speciale, motivando ciò attraverso una combinazione tra Zen e diverse forme di Buddhismo giapponese con lo Shintoismo. Il servizio nell'esercito giapponese era visto come il servizio all'Imperatore del Giappone. Ogni soldato credeva che fosse un grande onore morire per l'Imperatore, per via del credo samurai del "servire" che era profondamente radicato nella cultura dei soldati.
Il concetto dello Yamato-damashii ("Spirito Giapponese") diede ad ogni militare un codice di condotta molto semplice: mai essere catturato, mai fermarsi e mai arrendersi. Essere un codardo o essere catturato era un disonore per la propria famiglia, comunità e paese. Ad ogni soldato era stato insegnato a combattere fino alla morte e ci si aspettava egli morisse invece di disonorarsi. Spesso in battaglia, i soldati imperiali urlavano "banzai" (il tradizionale augurio di "lunga vita" per l'Imperatore) prima di attaccare, confidando che il grido esuberante potesse indicare la loro volontà di morire con onore.
Ogni soldato accettava di dover servire stoicamente come parte del proprio Bushidō, rappresentato con l'idea della "morte prima del disonore". Sadao Araki, un teorico dell'Esercito, strumentalizzò l'adattamento contemporaneo del Bushidō come una dottrina "Seishin Kyoiku" ("addestramento spirituale") per l'esercito stesso. In quanto tale, ogni soldato doveva lasciarsi alle spalle ogni cosa quando cominciava il servizio, necessitando, così, solo dell'onore. In realtà, l'onore, rappresentato con un nome ed una faccia, rappresentava tutto per un soldato.
Unito a ciò il Bushidō divenne un immenso, religioso rispetto verso l'Imperatore. Anche se durante le epoche Meiji e Taishō, l'Imperatore era praticamente soltanto una facciata, con il vero potere nelle mani dei suoi burocrati, egli era ancora considerato una figura divina. In teoria come comandante in capo, l'Imperatore era solito adeguarsi a ciò che il governo gli "chiedeva" di fare. L'Imperatore infatti vestiva l'uniforme da comandante supremo ed era salutato come tale ad ogni cerimonia delle Forze Imperiali.
All'epoca, il governo imperiale poteva mobilitare le forze armate solo se i ministri del gabinetto giungevano ad un consenso unanime. Il ruolo dell'Imperatore restava nel dare la sua benedizione nell'esecuzione e nel vincolare gli ordini. Dato che l'Imperatore doveva essere presente ad ogni incontro del governo, egli ascoltava in silenzio tutte le argomentazioni fatte dai ministri. Data per scontata la sua benedizione, dopo ogni discussione, le proposte diventavano ordini dell'Imperatore stesso, esecutivi sul popolo del Giappone.

## Crescita ed organizzazione dell'Esercito imperiale
- 1870: 12 000 uomini

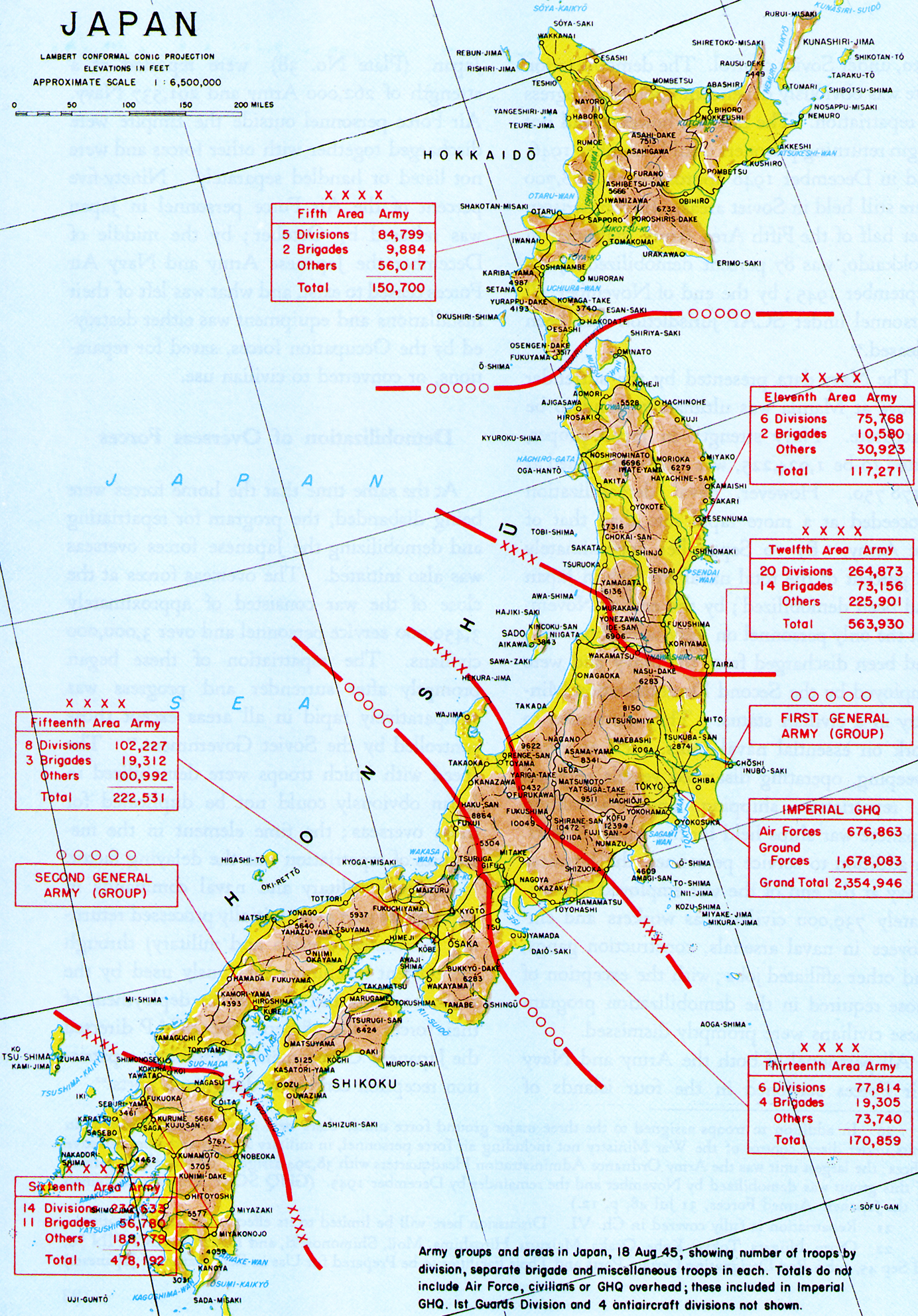
Disposizione delle Forze Armate terrestri in Giappone il giorno della capitolazione, 18 agosto 1945.

- 1885: 7 divisioni, inclusa la divisione della Guardia Imperiale
- Nei primi del '900, l'Esercito Imperiale era formato da 12 divisioni, la Guardia Imperiale e altre unita. Queste ultime contengono le seguenti:
  - 380 000 uomini in servizio attivo e la Riserva di Prima Linea: ex coscritti della Classe A e B(1) dopo due anni di attività con esperienza di almeno 17 anni e mezzo
  - 50 000 uomini nella Riserva di Seconda Linea: come nel precedente ma con ex coscritti della Classe B(2)
  - 220 000 uomini nell'Esercito Nazionale
    - 1º Esercito Nazionale: uomini dai 37 ai 40 anni dalla 1ª Riserva
    - 2º Esercito Nazionale: uomini non addestrati sotto i 20 anni e uomini oltre i 40 anni

  - 4 250 000 uomini in grado di prendere servizio e mobilitarsi
- 1934: l'esercito si compone di 17 divisioni
- 1940: 376 000 uomini attivi con 2 milioni di riservisti divisi in 31 divisioni.
  - 2 divisioni in Giappone (la Guardia Imperiale più un'altra)
  - 2 divisioni in Corea
  - 27 divisioni in Cina e Manciuria
- Nel tardo 1941: 460 000 uomini attivi in 41 divisioni
  - 2 divisioni in Giappone e Corea
  - 12 divisioni in Manciuria
  - 27 divisioni in Cina
  - più 59 brigate equivalenti a:
    - Brigate Indipendenti, Brigate Indipendenti Miste, Brigate di Cavalleria, Brigate Anfibie, Reggimenti Indipendenti Misti e Reggimenti Indipendenti
- 1945: 5 milioni di uomini attivi in 145 divisioni (incluse tre della Guardia Imperiale), più numerose unità individuali, con un buon numero di uomini nel Corpo d'Aviazione volontario
  - incluso il Dai-Nippon Teikoku Rikugun Kōkū Hombu (Servizio Aeronautico)
- L'Esercito di Difesa giapponese, nel 1945, contava 55 divisioni con 2 milioni di uomini

I militari totali (esclusa la Marina imperiale) nell'agosto 1945 erano 6.095.000, inclusi i 676.863 del Servizio Aeronautico.

## Arsenali
L'Esercito Imperiale giapponese ebbe diversi arsenali:
- l'Arsenale di Sagamihara: assieme alla Mitsubishi, sviluppava e costruiva carri armati
- l'Arsenale di Osaka: con la Mitsubishi e la Hitachi costruiva carri armati e artiglieria
- l'Arsenale di Sasebo: con la Mitsubishi costruiva carri armati
- l'Arsenale di Heijo: costruiva, secondo i progetti di Kijirō Nambu, armi per la fanteria
- l'Arsenale di Mukden: costruiva, secondo i progetti di Kijirō Nambu, armi per la fanteria
- l'Arsenale di Kokura: costruiva, secondo i progetti di Kijirō Nambu, armi leggere e mitragliatrici per la fanteria
- l'Arsenale di Tokyo: il centro amministrativo dell'Esercito dove si testavano armi leggere e pesanti
- l'Arsenale di Tachikawa: dedicato allo sviluppo e la produzione di aerei per il Servizio Aeronautico
- l'Arsenale di Koishikawa (Tokyo)

## Vittime
Durante l'esistenza dell'Esercito Imperiale giapponese, milioni di soldati morirono, furono feriti o rimasero dispersi.
- Spedizione di Taiwan: 543 (12 uccisi in battaglia e 531 per malattie)
- Prima guerra sino-giapponese: 13 823 morti e 3 973 feriti
- Guerra russo-giapponese: Il numero totale di giapponesi morti in combattimento si avvicina ai 47 000 e raggiunge gli 80 000 se si considerano anche le malattie
- Prima guerra mondiale: 1 455 giapponesi furono uccisi, la maggior parte nell'assedio di Tsingtao
- Seconda guerra mondiale:
  - Morti
    - 2 566 000 escluse le morti non in combattimento (include gli 1 506 000 di morti in azione)
    - 672 000 civili morti (vittime note)

  - 810 000 dispersi in azione e presumibilmente morti
  - 7 500 prigionieri di guerra